# Nordhorn

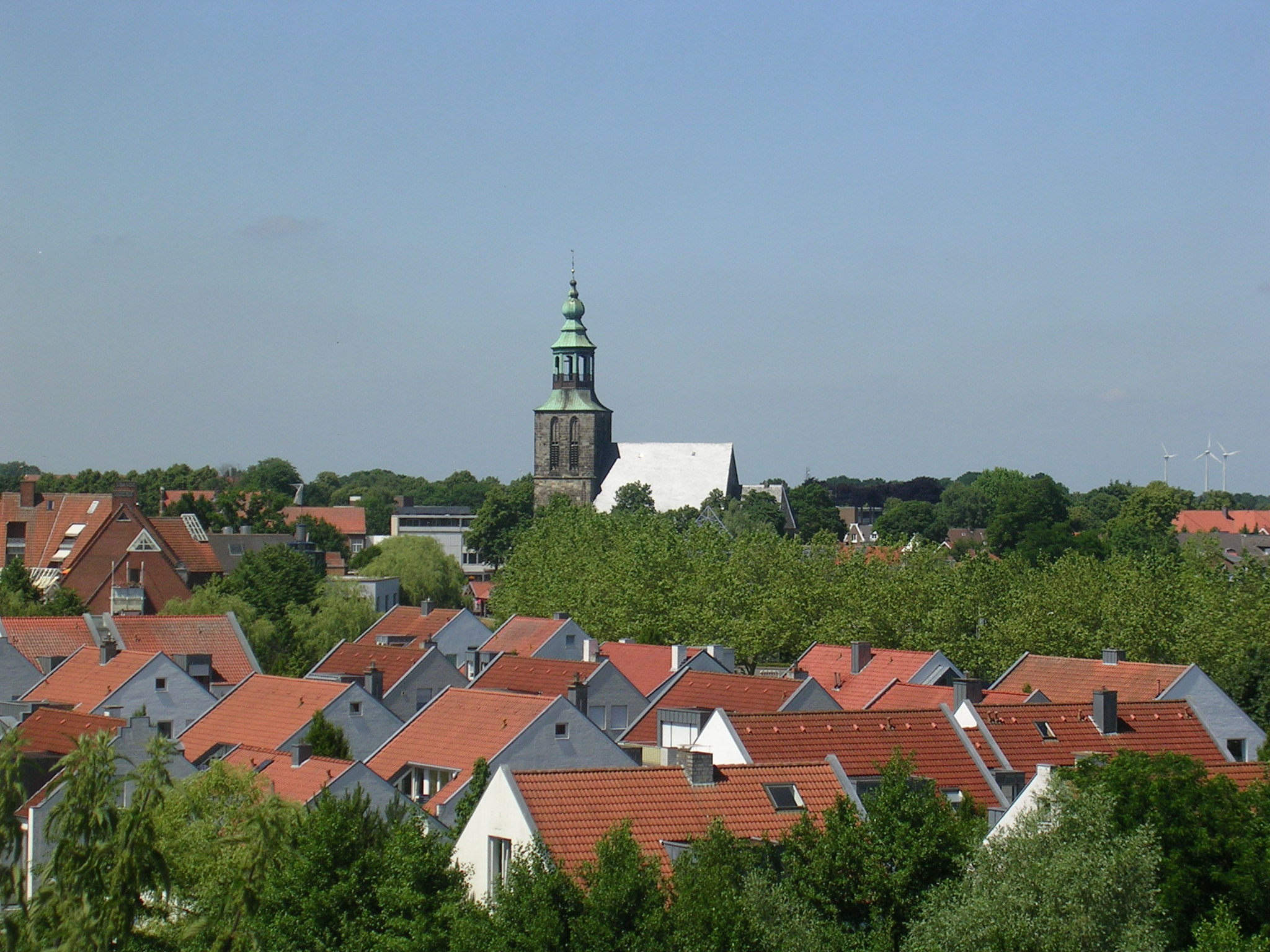
Kijkje op Nordhorn

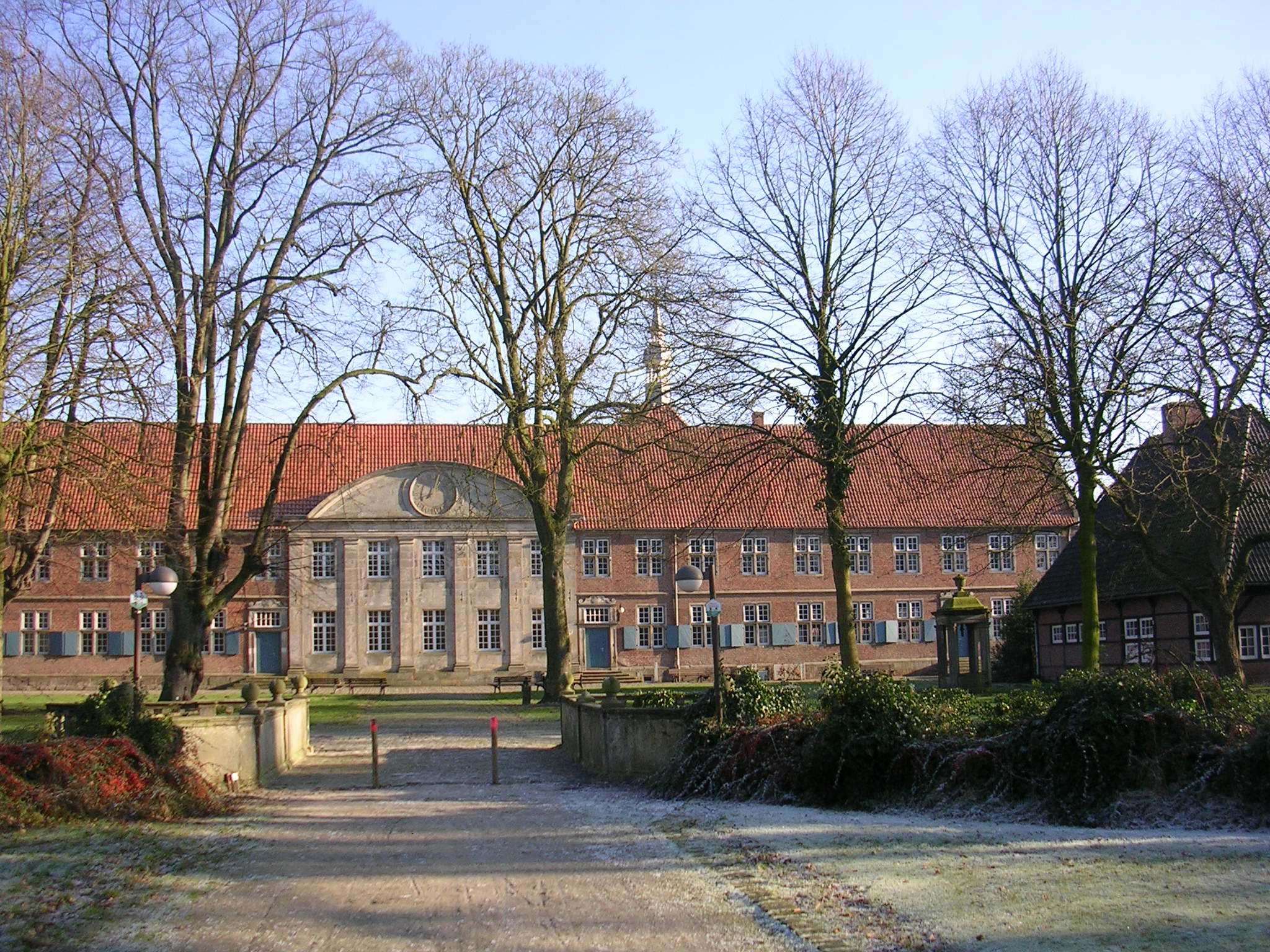
Klooster Frenswegen

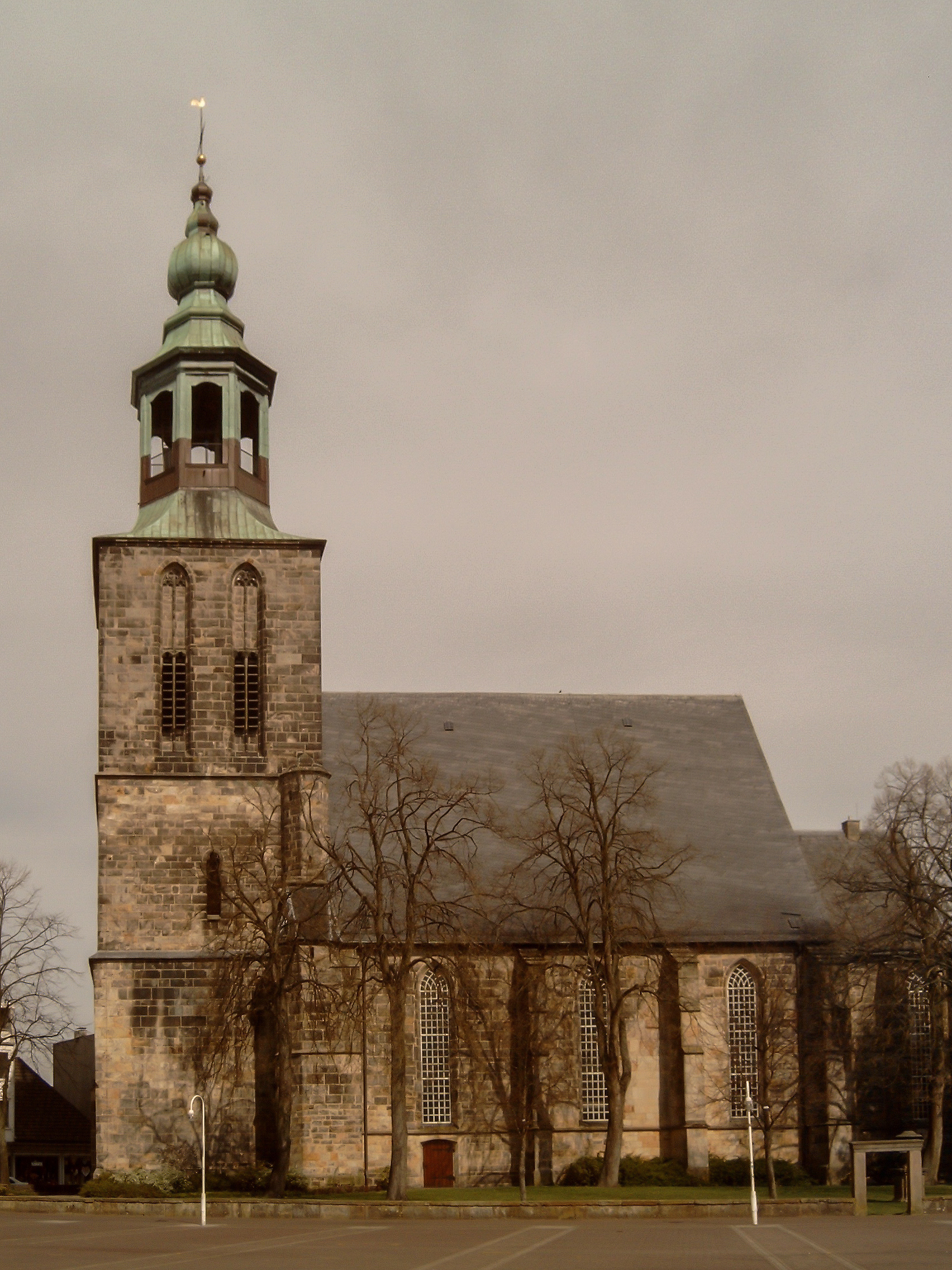
Nordhorn, Oude Kerk

Nordhorn (Nederlands: Noordhoorn, Nedersaksisch: Nothoorn) is een Duitse stad en gemeente in de Landkreis Grafschaft Bentheim in de deelstaat Nedersaksen, vlak bij de Nederlandse grens bij Denekamp. Nordhorn telt 53.839 inwoners. De gemeente is de Kreisstadt van het Grafschaft Bentheim.

## Geografie
De stad ligt in het zuidwesten van Nedersaksen en grenst direct aan de Nederlandse gemeente Dinkelland. Dwars door de stad stroomt de Vecht (Duits: Vechte). De rivier splitst zich in de stad in twee armen en omsluit een voormalig eiland, Vechte-Insel, waarop zich een deel van het stadscentrum bevindt.

### Stadsdelen

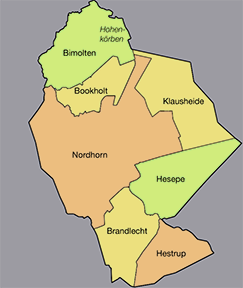
De 7 zgn. Gemarkungen van Nordhorn

Nordhorn is ingedeeld in 17 stadsdelen c.q. stadsdistricten, te weten Altendorf**, Bakelde**, Bimolten (incl. Hohenkörben)*, Blanke**, Blumensiedlung**, Bookholt*, Brandlecht*, Bussmaate**, Frensdorf**, Frenswegen**, Hesepe*, Hestrup*, Klausheide*, Neuberlin**, Stadtflur** en Streng**. De met een * gemerkte plaatsen zijn een eigen Gemarkung (voormalige gemeente). De met ** gemerkte plaatsen en wijken zijn stadswijken van de Gemarkung Nordhorn-Stadtgebiet. De hier beschreven indeling heeft geen officieel karakter.
Door gemeentelijke herindelingen is de oppervlakte van de gemeente toegenomen tot circa 14.960 hectare.
- 25 juni 1921: uitbreiding met de gemeente Frensdorf
- 1 april 1929: uitbreiding met de gemeente Frenswegen
- 1 juli 1929: uitbreiding met de gemeenten Altendorf, Bakelde, en delen van de gemeenten Bookholt, Hesepe en Brandlecht
- 1 maart 1974: uitbreiding met de gemeenten Bimolten, Hestrup, Höhenkörben, Klausheide, en het restant van de gemeenten Bookholt, Brandlecht en Hesepe.

### Buurgemeentes
- In het noorden: Osterwald (Samtgemeinde Neuenhaus)
- In het noordwesten: Neuenhaus (Samtgemeinde Neuenhaus)
- In het westen: Dinkelland (Nederland)
- In het zuidwesten: Bad Bentheim
- In het zuiden: Isterberg (Samtgemeinde Schüttorf)
- In het zuidoosten: Engden (Samtgemeinde Schüttorf)
- In het noordoosten en oosten: Wietmarschen

### Infrastructuur

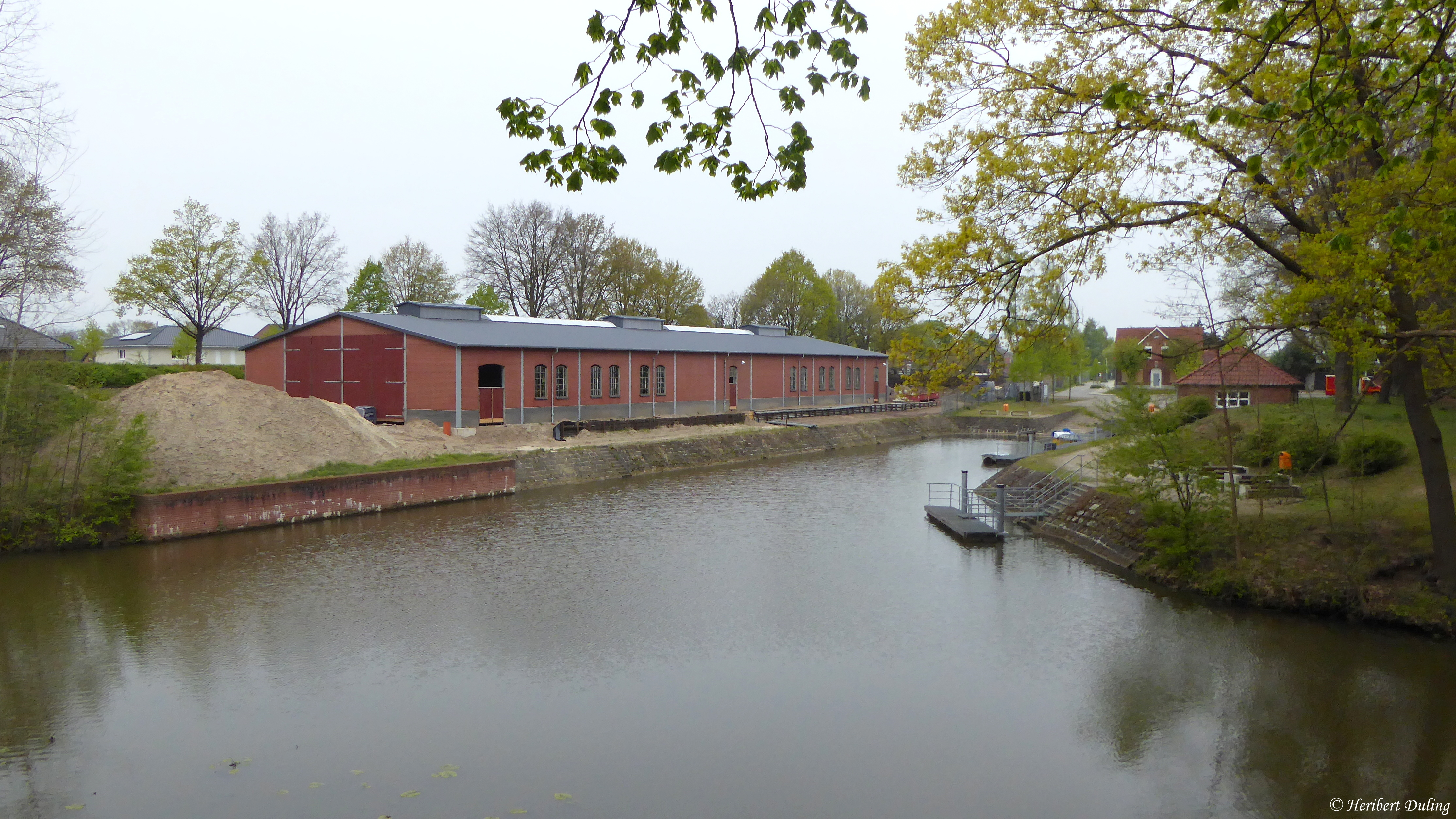
Nino-Klukkert-haven

Hoewel de stad beschikt over een goed ontwikkeld wegennet van meer dan 500 km, blijkt dat het populairste vervoermiddel in Nordhorn de fiets (Nedersaksisch: Fietse) is. De voorliefde voor de fiets heeft geleid tot een uitgestrekt fietspadennetwerk waar met paddenstoelen de diverse richtingen worden bewegwijzerd. Tevens rijdt er een speciale 'Fietsenbus', een reguliere bus met daarachter een aanhanger voor fietsen.
Station Nordhorn ligt aan de in 2019 voor reizigersvervoer heropende Bentheimer Eisenbahn, een spoorlijn tussen Bad Bentheim, Nordhorn, Neuenhaus en het Nederlandse Coevorden. Voor personentreinen wordt een verlenging van Neuenhaus naar Coevorden voorzien. Anno 2021 is de heropening nog niet geheel zeker. Deze spoorlijn is belangrijk voor het goederentransport tussen het Graafschap Bentheim en Nederland. Naast het station Nordhorn, dat ten zuidwesten van het centrum staat, is er aan deze lijn een station in de zuidwaarts gelegen buitenwijk Blanke. De dichtstbijzijnde andere stations zijn te vinden in Lingen en Bad Bentheim.
Bussen rijden vanaf het busstation ZOB in het stadscentrum, dat ten noordoosten van de stadskern en de Vecht ligt, en dus ook een kilometer ten noordoosten van het treinstation. Nordhorn heeft enige streekbuslijnen, o.a. naar Lingen en Bad Bentheim, en twee stadsbuslijnen, die op werkdagen van 06.00-20.00, alsmede op zaterdag- en zondagmiddag ieder uur rijden. Van Nordhorn naar Denekamp v.v. rijdt van maandag t/m vrijdag overdag 8 x per dag een buurtbus. Daarnaast rijden er op dagen, dat er op de scholen les wordt gegeven, in de ochtendspits en in de namiddag diverse scholierenbuslijnen.
De stad ligt in de nabijheid van twee autosnelwegen, de A30 (dichtstbijzijnde afrit: nummer 3 Nordhorn/ Bad Bentheim, kruising met de B403) en de A31 (dichtstbijzijnde afrit: nummer 29 Ochtrup-Nord, kruising met de B403). Verder is Nordhorn via twee Bundesstraßen, de B403 en de B213, op het landelijke wegennet aangesloten. Te Nordhorn lopen deze beide wegen enige kilometers over een gemeenschappelijk, ongelijkvloers traject.
Nordhorn ligt op het knooppunt van drie kanalen, het Süd-Nordkanaal, het Kanaal Almelo-Nordhorn en het Eems-Vechtkanaal. Door een initiatief van de vereniging Grafship, is in 2005 het Eems-Vechtkanaal weer vrijgegeven voor de scheepvaart. De maximum scheepslengte bedraagt 12 meter. De vrijgave van de beide andere kanalen moet nog plaatsvinden. Aan het oosteinde van het Kanaal Almelo-Nordhorn is een oud, onder monumentenzorg staand binnenhaventje, de Nino-Klukkerthafen, in 2006 weer vrijgegeven voor scheepvaart door kleine vrachtschepen.
Nordhorn beschikt over een klein eigen vliegveld, Nordhorn-Lingen, in het stadsdeel Klausheide. Het is vooral bedoeld voor zweefvlieg- en andere sport- en hobbyvliegtuigjes en voor helikopters.

### Militaire infrastructuur
Bij Nordhorn ligt, ten oosten van de stad, het 2.193 hectare grote oefenterrein Luft-/Bodenschießplatz Nordhorn, voorheen genaamd: Nordhorn Range nabij het dorpje Klausheide. Hier oefenen piloten in het afwerpen van bommen. Na de Tweede Wereldoorlog werd deze oefenplaats in gebruik genomen door de Royal Air Force, die het beheer later heeft overgedragen aan de Duitse Bundeswehr.
Al sinds ca. 1950 wordt er regelmatig gedemonstreerd tegen de geluidsoverlast en gevaren die het oefenterrein met zich meebrengt. In de zomer van 1971 bezetten omwonenden de oefenplaats korte tijd. Eind 2011 is besloten dat sluiting (nog) niet mogelijk is.
De laatste jaren zijn er regelmatig Duitse Tornado's  te vinden. In 2011 is de eurofighter ef2000 voor het eerst op de Range gesignaleerd, maar deze heeft nog geen bom- of schietoefeningen verricht.

## Economie
Handel, ambacht en landbouw waren tot halverwege de 19e eeuw de belangrijkste economische pijlers van de regio. De scheepvaart op de Vecht, het Eems-Vechtkanaal, het Kanaal Almelo-Nordhorn, het Süd-Nord kanaal en het Coevorden-Piccardiekanaal, maar ook het vervoer met paarden, waren de belangrijkste transportmiddelen. Zo is de Bentheimer zandsteen die gebruikt is voor het Paleis op de Dam in Amsterdam via de haven van Nordhorn over de Vecht verscheept. Vanaf 1839 kwam de textielindustrie in Nordhorn op toen Willem Stroink uit Enschede de eerste mechanische weverij opende in de plaats. In de daarop volgende jaren ontwikkelde Nordhorn zich tot een belangrijk textielcentrum.
Van de drie grootste textielbedrijven uit die tijd - Nino, Povel en Rawe - bestaat er thans geen enkele meer. Het NINO- gebouwencomplex huisvest sedert de renovatie en bodemsanering van de omliggende terreinen o.a. een callcenter en andere kantoren, woningen, een museum en een groot zgn. Wirtschafts-Kompetenzzentrum. Dit in het Nederlandse taalgebied onbekende begrip wordt als denktank en centrum voor geavanceerde praktijkopleidingen binnen diverse disciplines op het gebied van economie en management omschreven. Op de 18 ha grote locatie van de Povel-fabriek ontstond tussen 1987 en 2007 aan de Vecht direct ten zuiden van het centrum een nieuwe woonwijk, Povel-Wasserstadt. Eén van de weinige niet gesloopte voormalige Rawe-gebouwen is als bedrijfsverzamelgebouw ingericht.
Sinds de achteruitgang van de textielindustrie zijn er enkele nieuwe bedrijven naar Nordhorn gekomen, maar het verlies aan arbeidsplaatsen kon hier niet geheel door worden goedgemaakt.
In de gemeente Nordhorn is een aantal grote winkelcentra gevestigd, waaronder de aan de zuidoostrand van de binnenstad gesitueerde Vechte Arkaden, waardoor de plaats twee maal zoveel winkeloppervlakte per inwoner heeft als het gemiddelde in Duitsland. In april 2007 werd een groot winkelcentrum geopend aan de noordrand van de binnenstad, nabij de voormalige textielfabriek Rawe (Rawe-Ring-Centre, met grote bouwmarkt).
Binnen de dienstensector moeten o.a. het Euregio-ziekenhuis (505 bedden) van de stad en de in landgoed Klausheide gevestigde zorginstelling voor meervoudig gehandicapten worden genoemd.

## Geschiedenis
Zie ook: Frenswegen; Klausheide (Nordhorn).

### Vroegste periode
De plek waar Nordhorn gesitueerd is, is bewoond vanaf de laatste ijstijd. Er zijn hiervan archeologische vondsten gedaan in Frensdorf, Bookholt, Altendorf, Hesepe en Bakelde.
Vanaf 12 v.Chr. tot 10 n.Chr. ondernamen de Romeinse veldheren Drusus, Tiberius, Germanicus en Varus in totaal 13 veldtochten naar het gebied waar toen nog vrije Germanen woonden. Deze tochten werden ondernomen vanuit het legerkamp bij Xanten. Vermoedelijk gebruikten de Romeinen de Vechtoever en zandpaden langs de moerasgebieden als heerbanen. Deze wegen werden later belangrijke handelsroutes die bijvoorbeeld Brussel, Deventer, Bremen en Hamburg verbonden.
Tegen het einde van de 4e eeuw, met het begin van de Volksverhuizing, drongen de Saksen naar het westen op. Zij verdreven de Tubanten verder westwaarts naar Twente. Na de verovering van het leefgebied van de Saksen door Karel de Grote ontstond de eerste grenslijn tussen de Franken en de Saksen als een binnengrens. Deze grens verschoof na de Nederlandse Opstand vanaf de Gelderse IJssel oostwaarts naar de grens tussen het Oversticht en het Graafschap Bentheim en vormt sedertdien de grens met Nederland.
De eerste vermelding van Nordhorn dateert uit 900; in een register van het klooster Werden an der Ruhr wordt de plaats vermeld als Northhornon.
Rond het jaar 1180 verwierven de graven van Bentheim het gouwrecht over Nordhorn. Zij bouwden een burcht op een eiland in de Vecht. Op deze plaats lag ook het dorpje Nordhorn, waaraan in 1379 stadsrechten werden verleend door graaf Bernard I. Tot 1912 waren restanten van de in de 16e eeuw in eigendom van Klooster Frenswegen geraakte burcht aanwezig. In de vroege 18e eeuw werd al een deel van de burcht gesloopt om voor een kerkje plaats te maken. In 1888 was de slotgracht gedempt. De laatste resten van Burg Nordhorn zijn rond 1912 gesloopt om plaats te maken voor de St. Augustinuskerk.
Nordhorn ontwikkelde zich in de middeleeuwen tot een handelsplaats aan de Vecht. Deze rivier was voor kleine vrachtschepen benedenstrooms van Schüttorf bevaarbaar. De bekende Bentheimer Zandsteen werd te Nordhorn op grotere schepen overgeslagen; de kade, waar dit gebeurde, droeg de naam Steinmaate. Vanaf het eind van de 14e eeuw was Nordhorn een stadje, dat doorsneden werd door korte grachten, aftakkingen van de Vecht. Met het gehele graafschap Bentheim, werd Nordhorn bij de Reformatie in 1517 reeds evangelisch-luthers, en vervolgens in 1588 calvinistisch. Vanaf 1578 hadden de rooms-katholieken op een eiland in de Vecht, dat tot Klooster Frenswegen behoorde, wel een toevluchtsoord in de stad. Evenals de omliggende gebieden in het Graafschap Bentheim, had Nordhorn in de 16e en 17e eeuw te lijden van oorlogshandelingen, plundertochten door bendes soldaten, pestepidemieën en hongersnoden. Zo was de stad in de Tachtigjarige Oorlog enkele malen legerplaats van Spaanse troepen, op doortocht naar het Graafschap Lingen.

### Algemene geschiedenis 1648-1933
Vanuit o.a. Nordhorn viel bisschop Bernhard van Galen de Nederlanden aan tijdens de Eerste Münsterse Oorlog (1665-1667).
De stad verarmde steeds meer. Ook de Vecht begon geleidelijk te verzanden, hetgeen de scheepvaart steeds meer bemoeilijkte. Veel inwoners van Nordhorn waren in arren moede een boerderijtje buiten de stad begonnen en werden zo zgn. Ackerbürger. In de eerste helft van de 19e eeuw was er in het straatarme Nordhorn veel huisnijverheid in de textielproductie, wat een karig inkomen opleverde. Veel Nordhorners emigreerden in deze periode naar o.a. Amerika.
Een korte opleving deed zich voor rond 1806. Engeland had tegen de landen, die onder controle van Napoleon Bonaparte stonden, een economische boycot, het Continentaal stelsel, afgekondigd. Deze maatregel werd op grote schaal ontdoken door smokkelhandel met vooral Nederland, die vergemakkelijkt werd door de toen nog moeilijke toegankelijkheid van de grensstreek. Rondom Nordhorn lagen veel ontoegankelijke heide- en veengebieden, waar smokkelaars, die de juiste paden kenden, betrekkelijk vrij spel hadden.
De handel in Nordhorn was traditioneel op het westen gericht, maar werd in één klap stilgelegd als gevolg van de herindeling van Europa door het Congres van Wenen in 1814 en 1815. Het Graafschap Bentheim, en dus ook Nordhorn, kwam onder het Koninkrijk Hannover te vallen. De staatsgrens met Nederland in het westen en Koninkrijk Pruisen in het zuiden werd namelijk tevens douanegrens. In 1866 werd het gebied rond Nordhorn ook Pruisisch, en in 1871 deel van het Duitse Keizerrijk.

### Industriële geschiedenis vanaf de 19e eeuw

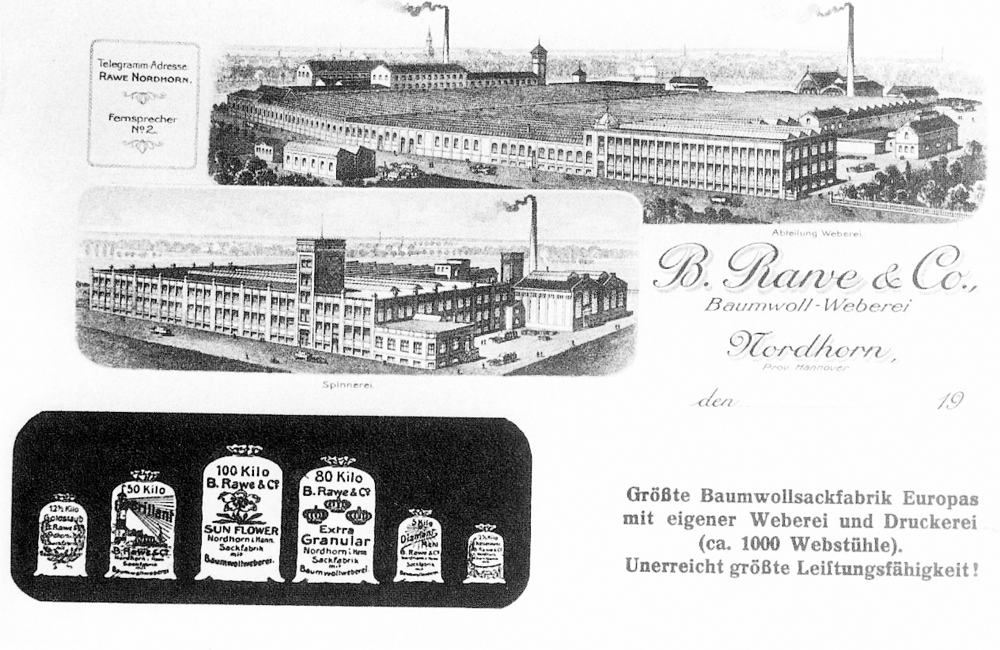
Rawe-fabriek op een reclamebriefkaart uit omstreeks 1920
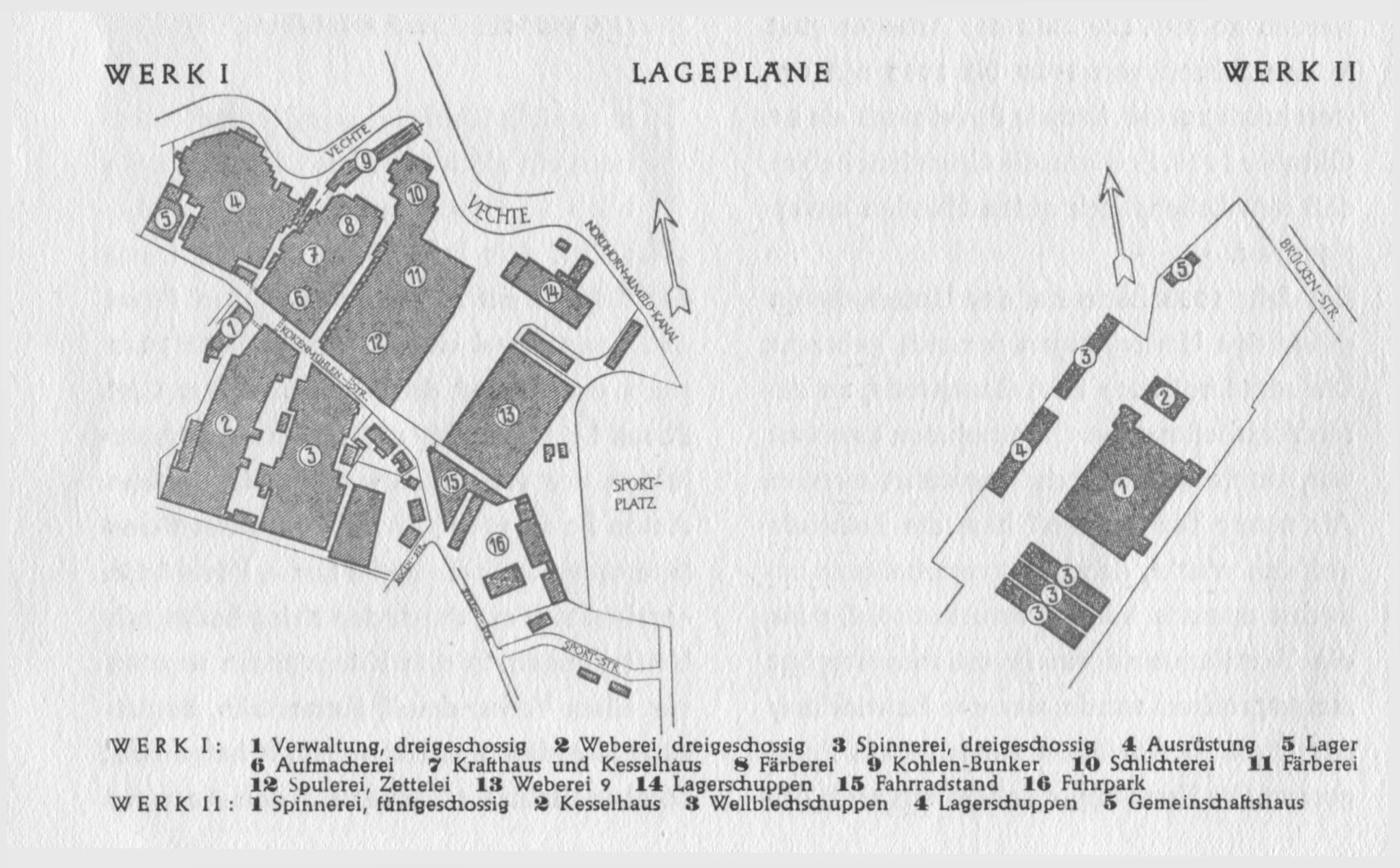
Plattegrond Povel-fabrieken, kort vóór de Tweede Wereldoorlog

In 1839 werd de industrialisatie van Nordhorn ter hand genomen na de oprichting van de eerste textielfabriek door Willem Stroink uit Enschede. In de fabriek werd katoen verwerkt. Andere fabrieken werden in 1864 door Jan van Delden en in 1851 door Josef Povel en Hermann Kistemaker geopend. Later werd er door Ernst Firnhaber, een apotheker en chemicus, de eerste kininefabriek van Duitsland opgericht. Diverse industriële ondernemers richtten hierna ook textielfabrieken op, waarvan de meeste reeds tijdens de economische crises van de jaren 1930 verdwenen of werden overgenomen.
De drie grootste spelers op deze markt, de ondernemers Ludwig Povel, Bernhard Rawe, Bernhard Niehues en Friedrich Dütting bleken in de concurrentiestrijd de sterksten. Alle drie de concerns, die niet alleen door hun grote bedrijfsgebouwen blijvende invloed op het stadsbeeld uitoefenden, lieten ook voor hun personeel wijken met arbeiderswoningen bouwen. Zo is de wijk Blanke ten zuiden van het centrum ontstaan uit een arbeiderswijk voor personeel van de Povel-fabriek.
- Het Povel-concern (Fa. Ludwig Povel & Co.) bestond uiteindelijk van 1882 tot 1978. De oudste fabriek stond bij de huidige Kokenmühlenstraße. Povel fabriceerde voor de Eerste Wereldoorlog vooral stof voor bontgekleurde schorten, later gordijnstof, flanel, kledingstoffen en tafellakens. In 1968 beleefde dit bedrijf een laatste hoogtepunt. Het wist actrice Diana Rigg, Emma Peel in de televisieserie De Wrekers, te strikken voor een (opzienbarende en succesvolle) reclamecampagne voor van zijn producten gemaakte damesmode. Een jaar later was het bedrijf er financieel zo slecht aan toe, dat verkoop aan concurrent Van Delden te Gronau noodzakelijk was. Na een tevergeefs gevecht om het voortbestaan volgde in 1978 het faillissement.
- Het Rawe-concern, gebouwd in de voormalige wijk Bussmaate, bestond het langst, van 1889 tot 2001. Het produceerde o.a. ondergoed, nachtkleding , werkkleding en in de laatste decennia van zijn bestaan stoffen voor damesmode.
- Van 1897-1994 bestond textielconcern Niehues & Dütting, later NINO AG, de grootste, aanvankelijk, evenals Povel, in stof voor het maken van schorten gespecialiseerde, textielfabriek van Nordhorn, waarvan het bedrijfscomplex deels nog intact is, en voor andere doeleinden in gebruik is genomen. NINO AG (1897-1994[3]), had op het hoogtepunt 6.000 medewerkers in dienst. In de jaren 1960 voerde de onderneming o.a. het merk Nino-Flex (waterdichte regenkleding). Tot in de jaren 80 behoorde dit bedrijf tot de top in de Europese textielindustrie. In deze tijd werd samengewerkt met de topcouturier Karl Lagerfeld en de topfotograaf Helmut Newton. Beide kantoorgebouwen van NINO AG staan als monumentale bedrijfsgebouwen onder monumentenzorg.

De industrialisatie van de plaats had tot gevolg dat de bevolking groeide van 2.540 (in 1903) tot 18.104 inwoners in 1930. Op het hoogtepunt van de textielindustrie woonden er 50.000 inwoners in de stad.
In de jaren 90 van de 19e eeuw werd Nordhorn aangesloten op een net van kunstmatige waterwegen. Via de Eems, het Dortmund-Eemskanaal en het Eems-Vechtkanaal werd steenkool uit het Ruhrgebied naar het textielcentrum getransporteerd. Met het Kanaal Almelo-Nordhorn verkreeg men aansluiting op het Nederlandse netwerk van kanalen. Met de aanleg van het Süd-Nordkanaal werd de turfwinning bediend. Tegenwoordig hebben deze kanalen hun betekenis voor de beroepsvaart grotendeels verloren, maar worden ze veelvuldig gebruikt door de pleziervaart. De gemeente beoogt, in de jaren 2020-2030 meer faciliteiten voor de pleziervaart op de kanalen te creëren.
De Bentheimer Eisenbahn bracht Nordhorn in 1896 de aansluiting op het internationale spoorwegnet. Tijdens de economische crisis uit de jaren 20 vestigden vele werkzoekenden zich in Nordhorn. Tot 1939 steeg de bevolking tot 23.457, waarvan slechts 1/3 als natuurlijke toename (door geboorte) kan worden gezien. Dit leverde de plaats de bijnaam Klein Amerika op.

### Algemene geschiedenis vanaf 1933

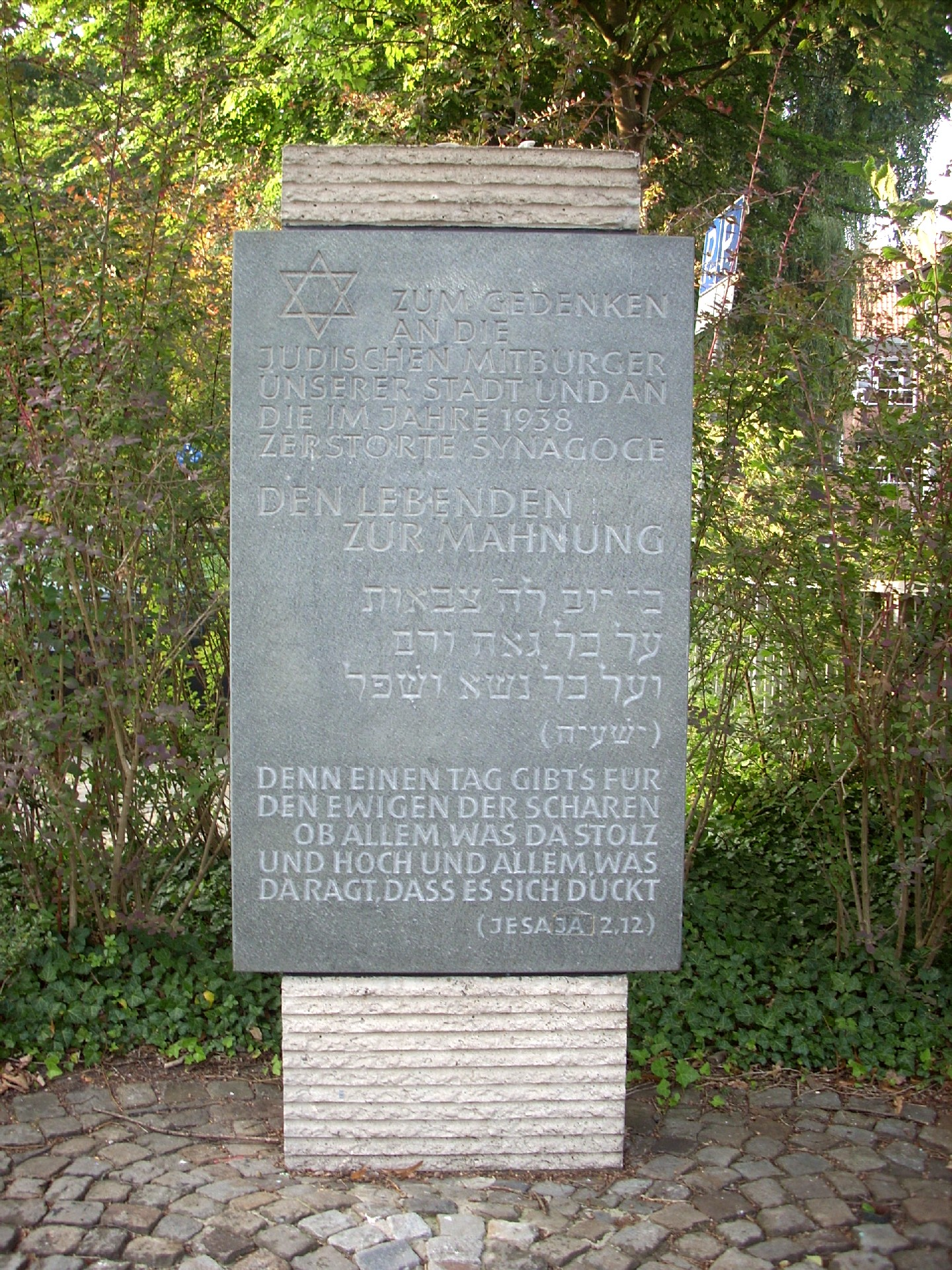
Gedenkteken voor de verdreven en omgebrachte joden tijdens de Shoah

Ook het Derde Rijk liet zijn sporen in Nordhorn na. De kleine joodse gemeente werd afgevoerd naar de vernietigingskampen. De synagoge werd vernietigd, waaraan nu een monument herinnert in de straat waar de synagoge stond. De oude handelswegen werden door de Duitse Wehrmacht gebruikt om vanuit Nordhorn op 10 mei 1940 Nederland binnen te vallen. Op 2 april 1945 kwam voor Nordhorn een einde aan de Tweede Wereldoorlog, toen de stad door de geallieerden vrijwel zonder slag of stoot werd bezet. Door slimme diplomatie wist men te voorkomen, dat de geallieerden de textielfabrieken van de stad zouden ontmantelen en zo Nordhorn grotendeels werkloos zouden maken.
Na de oorlog werden vele Heimatvertriebene (vluchtelingen) uit Oost-Pruisen, West-Pruisen en Silezië opgenomen in Nordhorn, met name in de nieuwe wijk Blanke ten zuiden van het centrum. De stad groeide hierdoor spoedig naar meer dan 40.000 inwoners.
De stad was in de regio vanaf 1975 tot in de verre omtrek befaamd om haar ijshockeyhal. Deze bleek in 2015 niet meer aan geldende veiligheidsvoorschriften te voldoen en werd daarop voor enige tijd gesloten, maar na reparatie van de ammoniak-koelinstallatie heropend. In 2019 werd het gebouw wegens bouwvalligheid (het dak dreigt in te storten) dichtgespijkerd, in afwachting van afbraak of renovatie.
Vanaf juli 2019 kunnen reizigers vanaf Station Nordhorn weer de trein nemen (zie boven: Infrastructuur). Met zijn 53.500 inwoners was Nordhorn tot 2019 na Herten de tweede grote Duitse stad zonder een spoorverbinding voor personenverkeer.

## Demografie
De meest recente gegevens met betrekking tot het bevolkingscijfer, uitgesplitst per Gemarkung, dateren van 31 december 2013.
Daaruit blijkt, dat de gemeente toen 53.403 inwoners had, van wie in het eigenlijke stadsgebied 49.394.
Van de andere zes Gemarkungen bedroeg het aantal inwoners:
- Bookholt 685
- Bimolten 251, met Hohenkörben 105, totaal 356
- Brandlecht 921
- Hesepe 281
- Hestrup 295
- Klausheide 1.469.

Voor de bevolkingsontwikkeling is elke peildatum 31 december van het betreffende jaar
| Jaar | Bevolking |
| ---- | --------- |
| 1815 | 980       |
| 1851 | 1356      |
| 1864 | 1500      |
| 1895 | 2041      |
| 1900 | 3000      |
| 1929 | 18.000    |
| 1933 | 20.000    |
| 1961 | 39.449    |
| 1980 | 48.500    |
| 1990 | 49.000    |
| 1996 | 49.000    |
| 1997 | 51.500    |
| 1998 | 51.809    |
| 2000 | 51.855    |
| 2001 | 51.974    |
| 2002 | 52.479    |
| 2003 | 52.479    |
| 2004 | 53.105    |
| 2005 | 53.456    |
| 2006 | 53.608    |
| 2007 | 53.655    |
| 2008 | 53.791    |
| 2009 | 53.747    |
| 2011 | 52.085    |

Totaal aantal inwoners in 2020: 55.136, onder wie 1.426 Nederlanders. Bron: website gemeente.
Volgens deze zelfde bron was in 2020 circa 22,5 % van de inwoners van Nordhorn evangelisch-gereformeerd, 15,9 % evangelisch-luthers, 25,6 % rooms-katholiek en 36,0 % lid van een andere geloofsgemeenschap, dan wel atheïst.

## Bezienswaardigheden, toerisme, recreatie
- De in 1445 gebouwde Oude Kerk aan de Markt is evangelisch-gereformeerd, en is het oudste gebouw in de binnenstad. Het kerkorgel werd in 1970 gebouwd door Van Vulpen Orgels uit Utrecht.
- De uit 1913 daterende rooms-katholieke Augustinuskerk, met een in 1972 door de firma Vierdag uit Enschede gebouwd orgel. De kerk bevat een aantal kunsthistorisch interessante liturgische voorwerpen en staat op de plaats van een ouder kerkje uit 1712 en de laatste ruïnes van het voormalige kasteel van de stad.
- Het stedelijk museum van Nordhorn (Stadtmuseum) is verdeeld over 3 locaties:
  - NINO-hoogbouw: geschiedenis van en cultuur in relatie tot de textielnijverheid en -industrie;
  - Povelturm (toren van de voormalige Povel-textielfabriek): streekmuseum, geschiedenis van de stad
  - Oude Weverij van Povel (Alte Weberei): historische, nog draaiende "museum-textielfabriek".
- Scheepvaartmuseum, Lingener Straße 132
- Nordhorn bezit een veelzijdig cultuurcentrum met onder andere een gemeentelijke kunstgalerie, voor exposities van hedendaagse kunst, eveneens in de Alte Weberei gevestigd.
- De aan de straat naar Ootmarsum gelegen, in 1958 gebouwde en in 2002 gerenoveerde Concert- en Theaterzaal heeft 470 zitplaatsen.
- De dierentuin van Nordhorn (Tierpark Nordhorn), direct ten oosten van de stadskern, de Bundesstraße 213 en de Vechte-See
- Klooster Frenswegen en omgeving, zie Frenswegen; in de nabijheid hiervan de beeldenroute kunstwegen
- Op de Overijsselse Vecht kan men kanoën. Bijna midden in de stad verbreedt de Vecht zich tot de recreatieplas Vechte-See.
- De omgeving van Nordhorn is rijk aan afwisselende landschappen en natuurschoon; er zijn talrijke fiets- en wandelroutes uitgezet, waarvan een aantal voor meerdaagse tochten, ten dele ook over Nederlands grondgebied. Te noemen is o.a. het 96 ha grote, ten zuiden van de stad aan de Vecht gelegen, natuurreservaat Tillenberge bij landgoed Gut Brandlecht, met ooibos- en rivierduinlandschappen.

## Afbeeldingen

### Voormalige textielindustrie

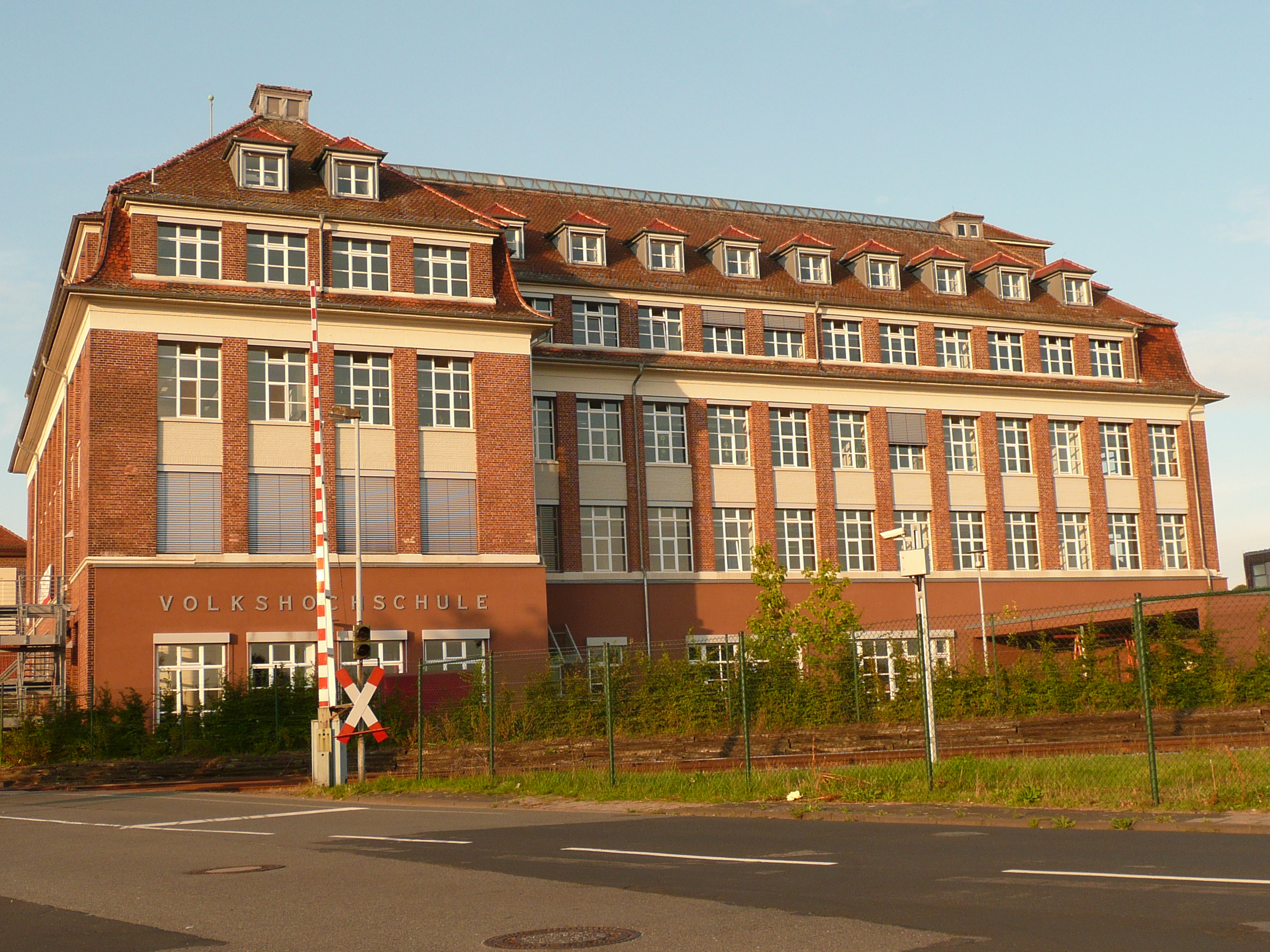
NINO-opslaggebouw (1921; thans gymnasium en volkshogeschool)
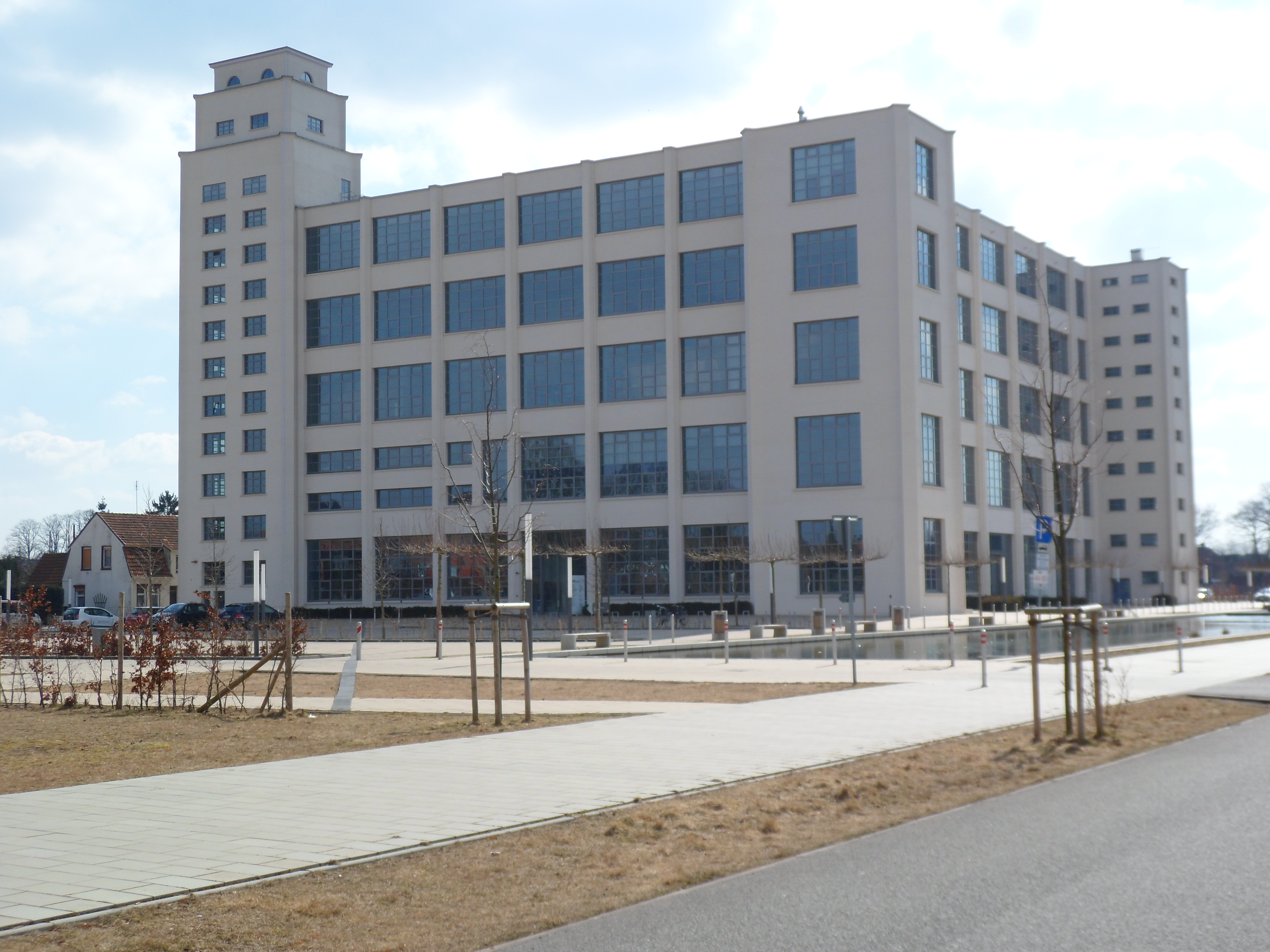
NINO-hoogbouw (1928; v.m. spinnerij en kantoor)
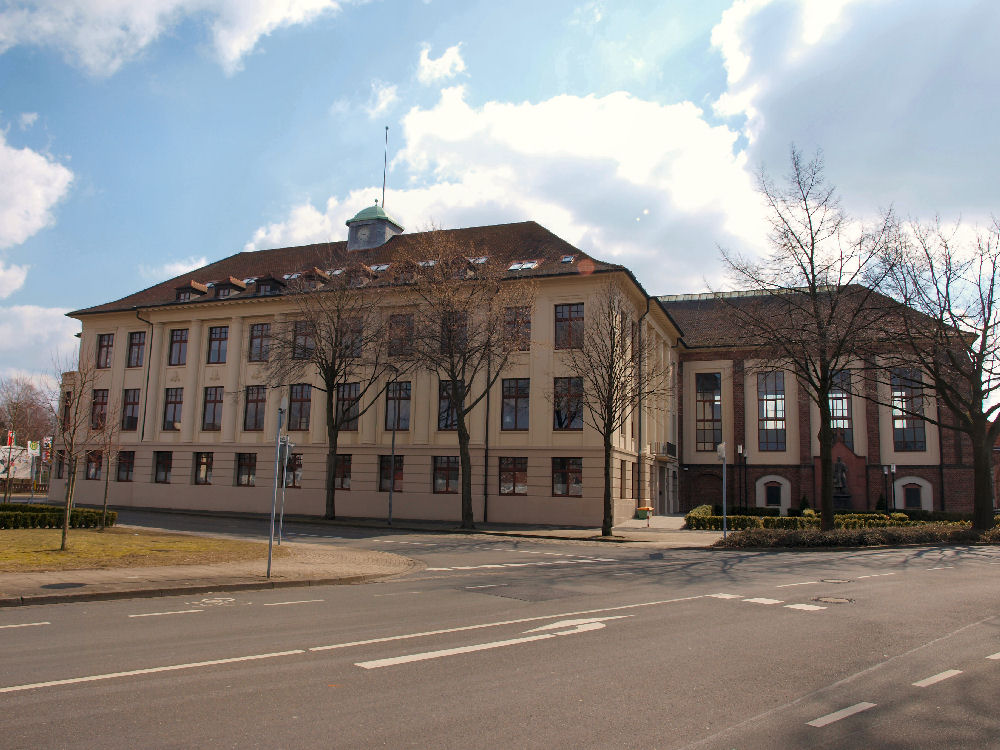
NINO-kantoorgebouw 1 (1921; nog steeds als kantoorpand in gebruik)
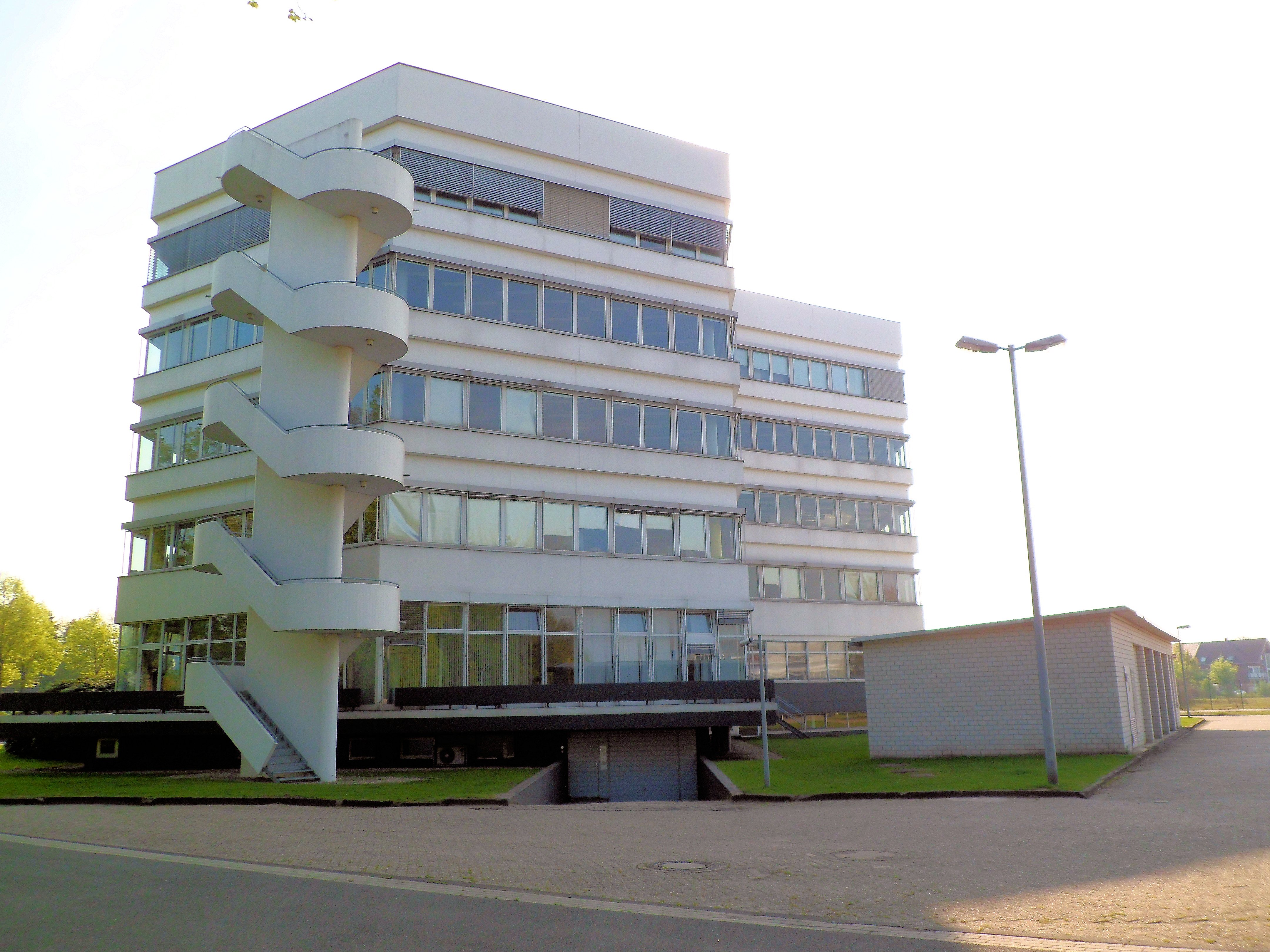
NINO-kantoorgebouw 2, Bentheimer Straße (1963; architect: W. Zobel)
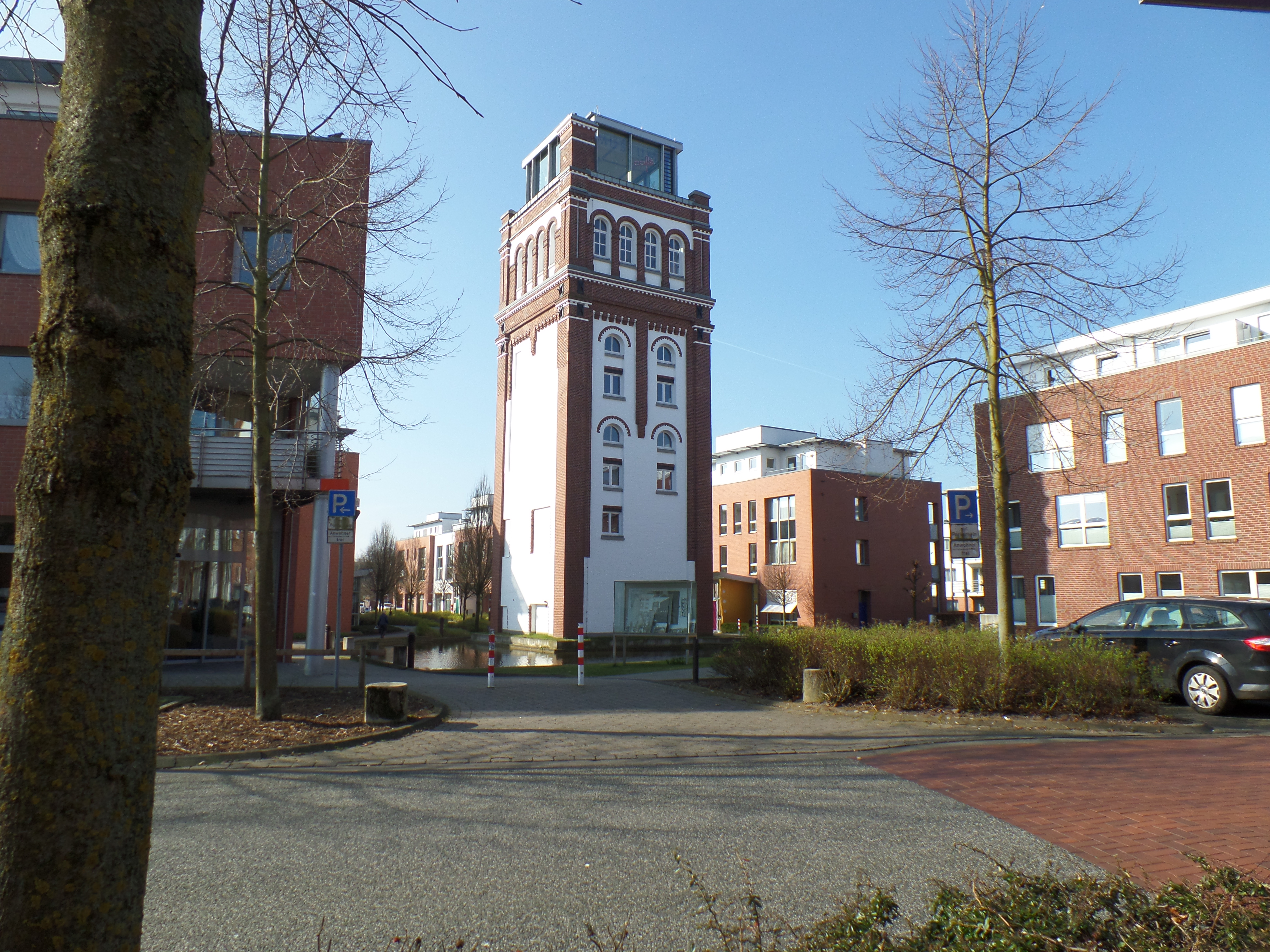
Povel-toren (museum)
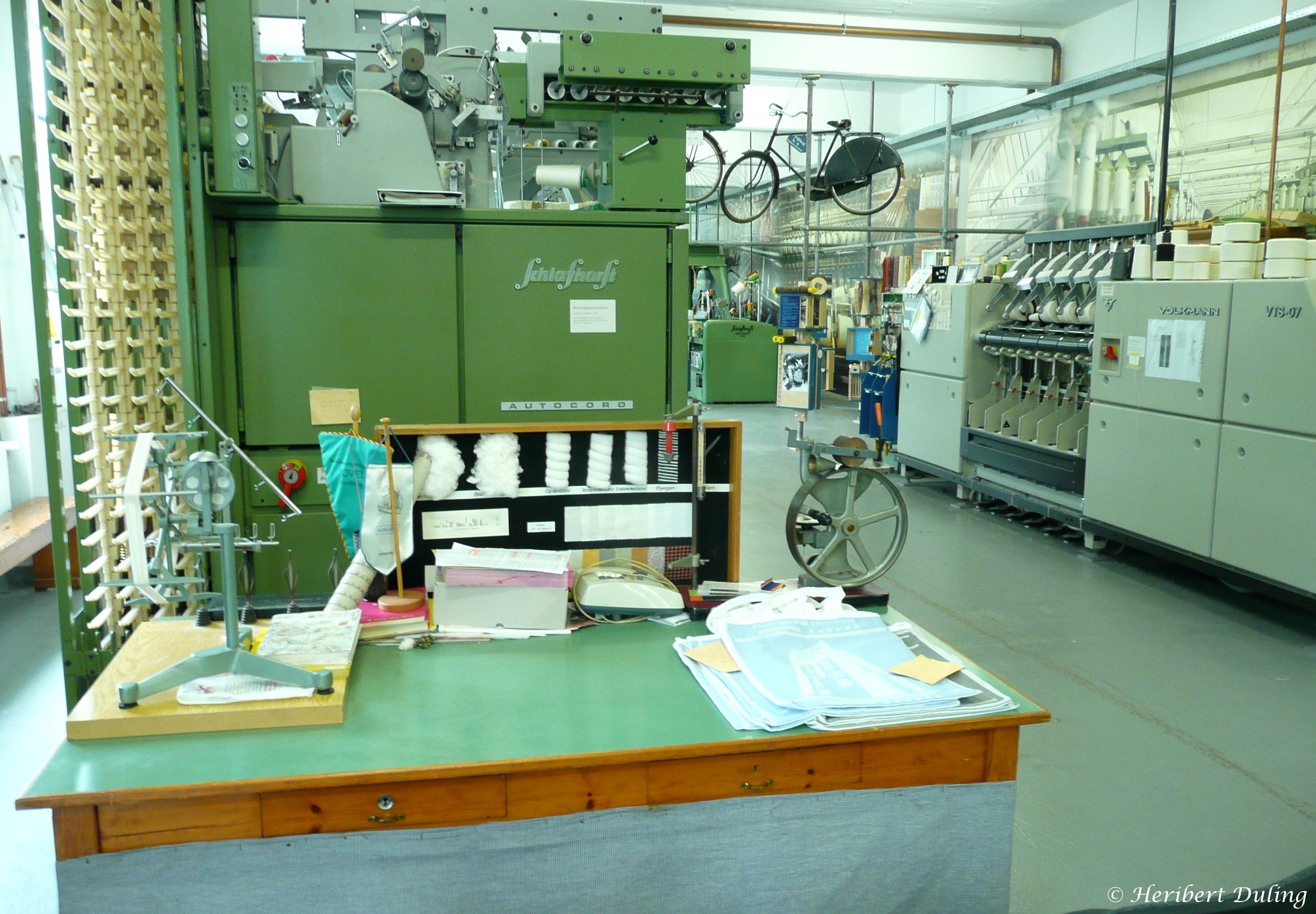
Museum in de Alte Weberei Povel (werkend textielindustriemuseum)
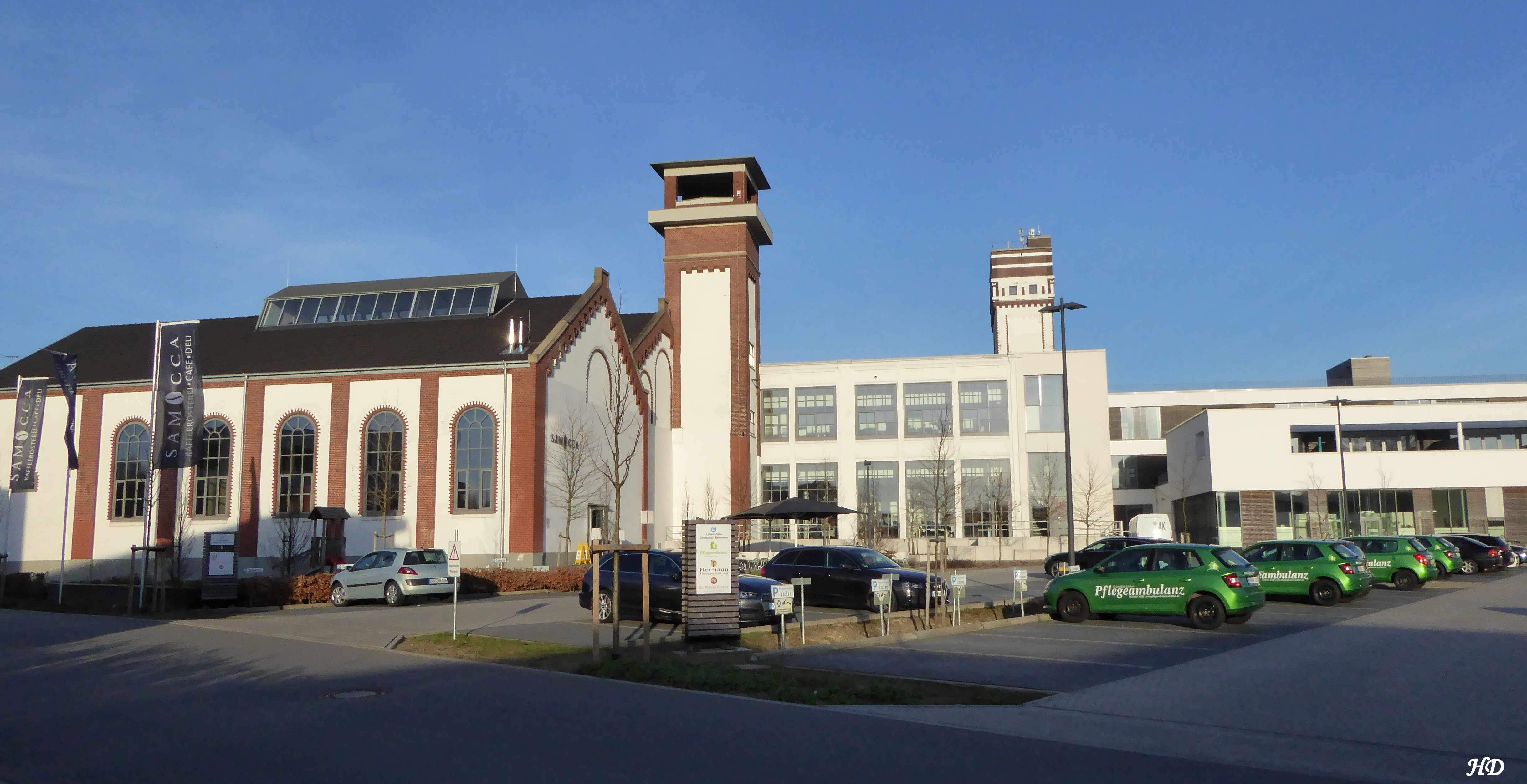
Voormalige textielfabriek van Rawe, ten westen van het stadscentrum, na de herinrichting als bedrijfsverzamelgebouw, 2017

### Overige

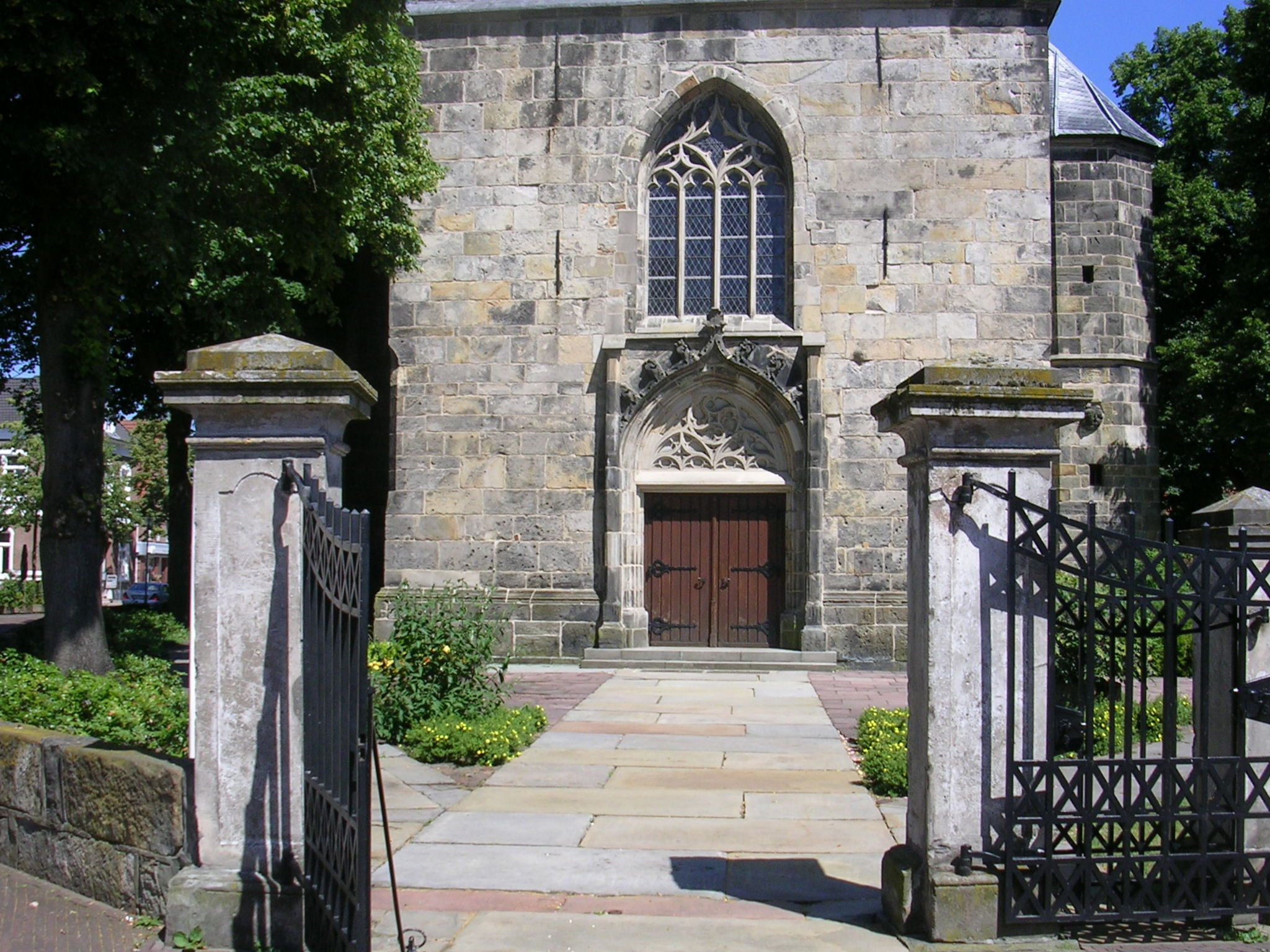
Ingangsportaal evang.-geref. Oude Kerk
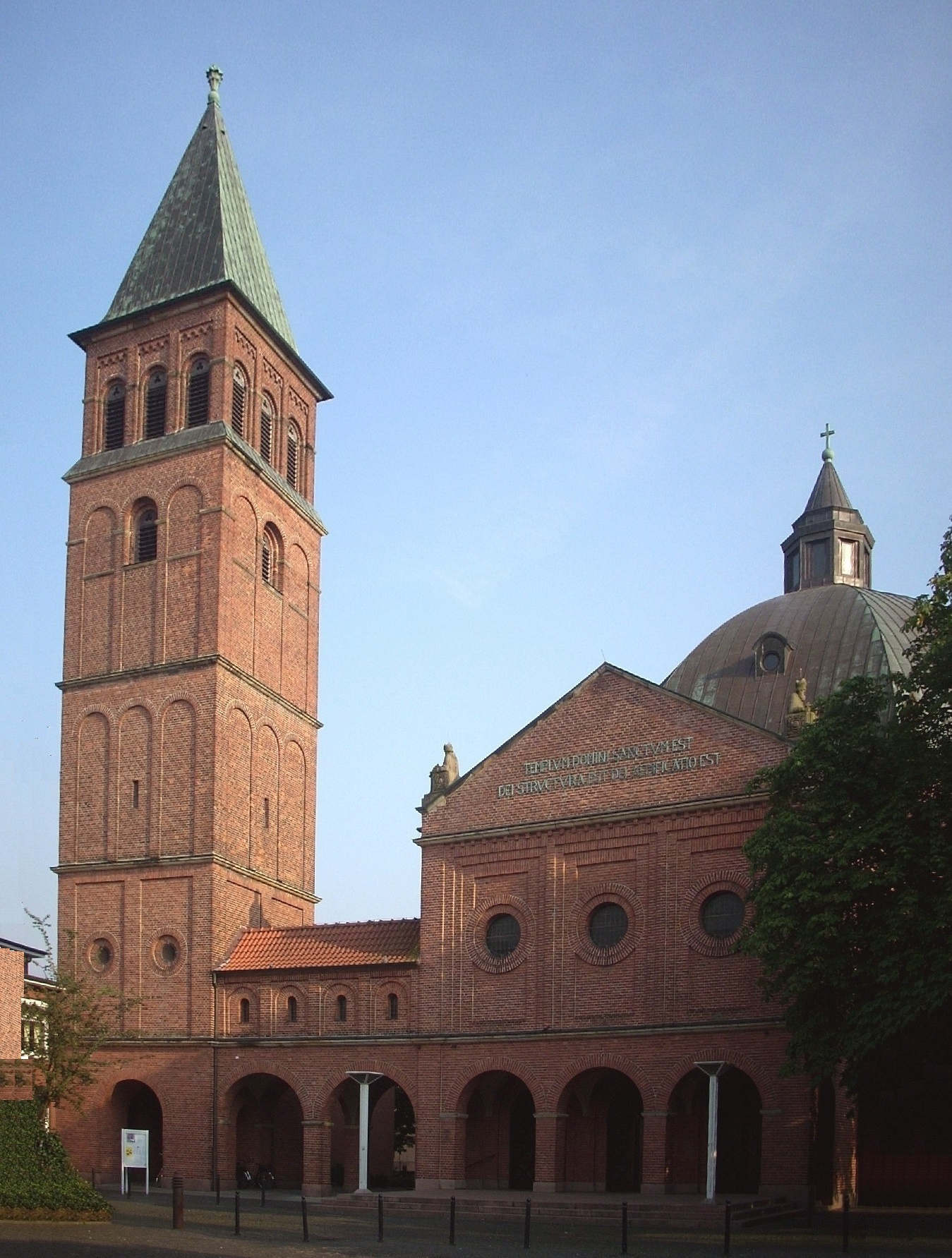
R.K. Augustinuskerk (1)
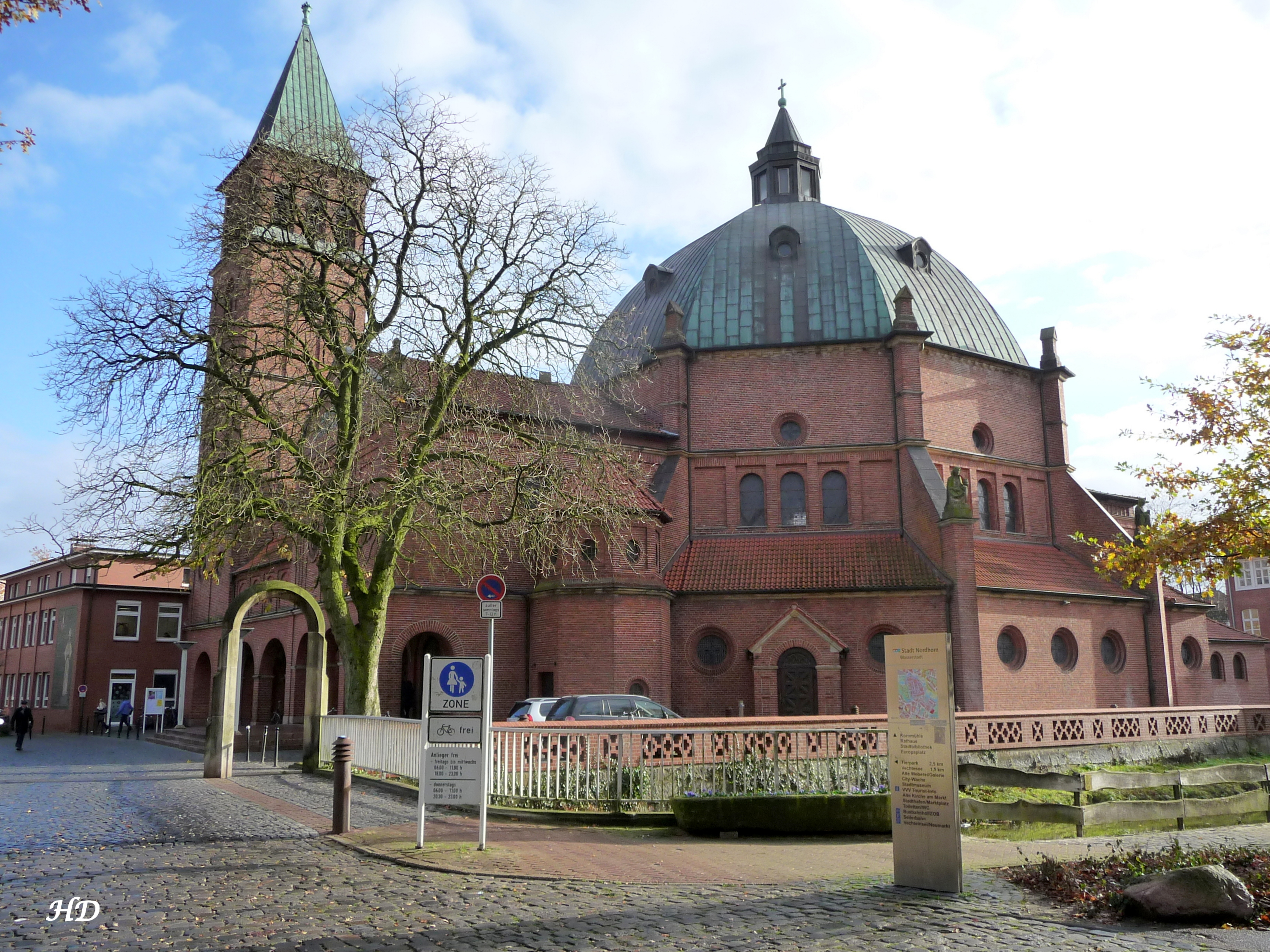
Augustinuskerk (2)
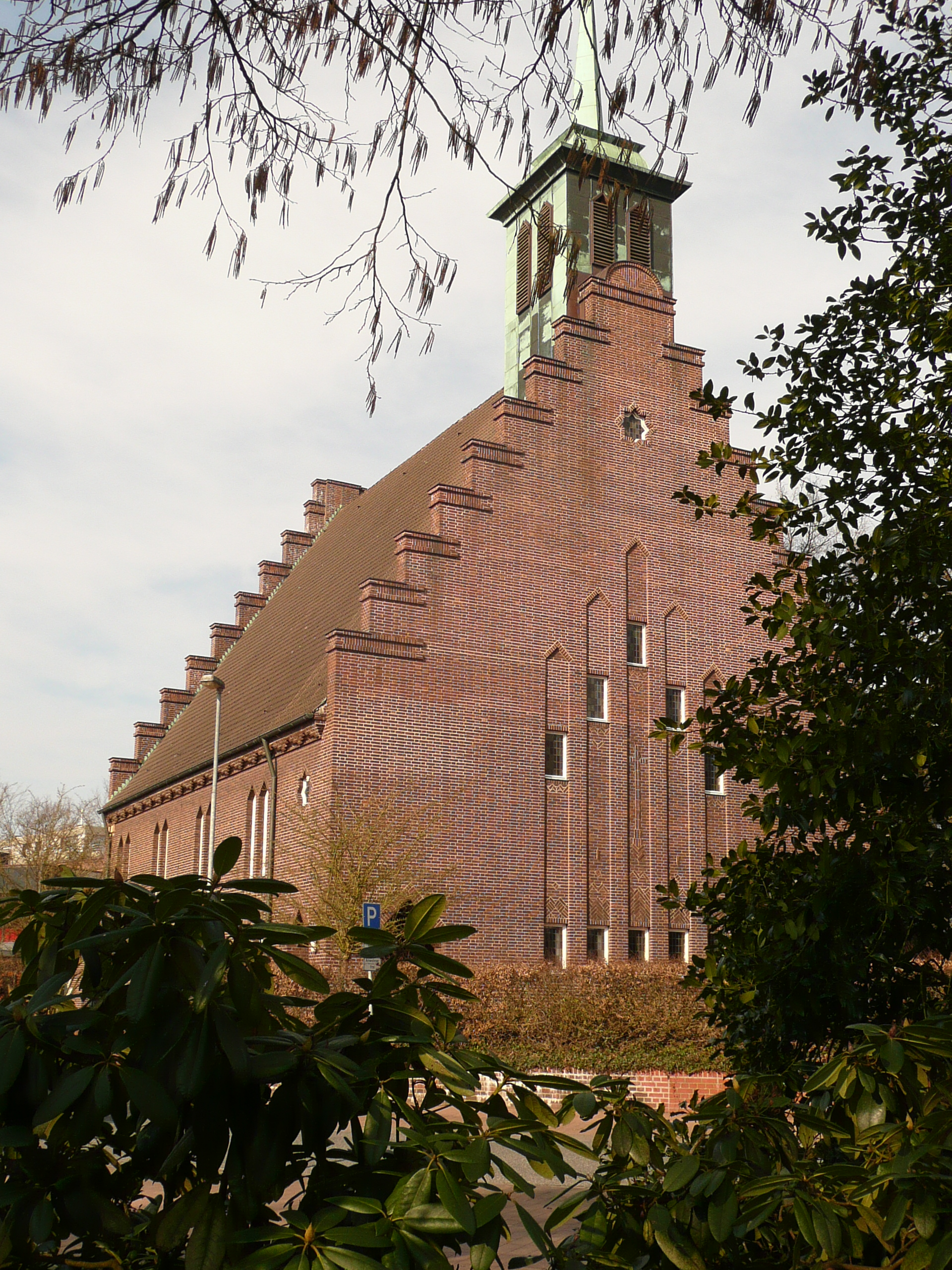
Evang.-lutherse Kruiskerk (1929-1930)
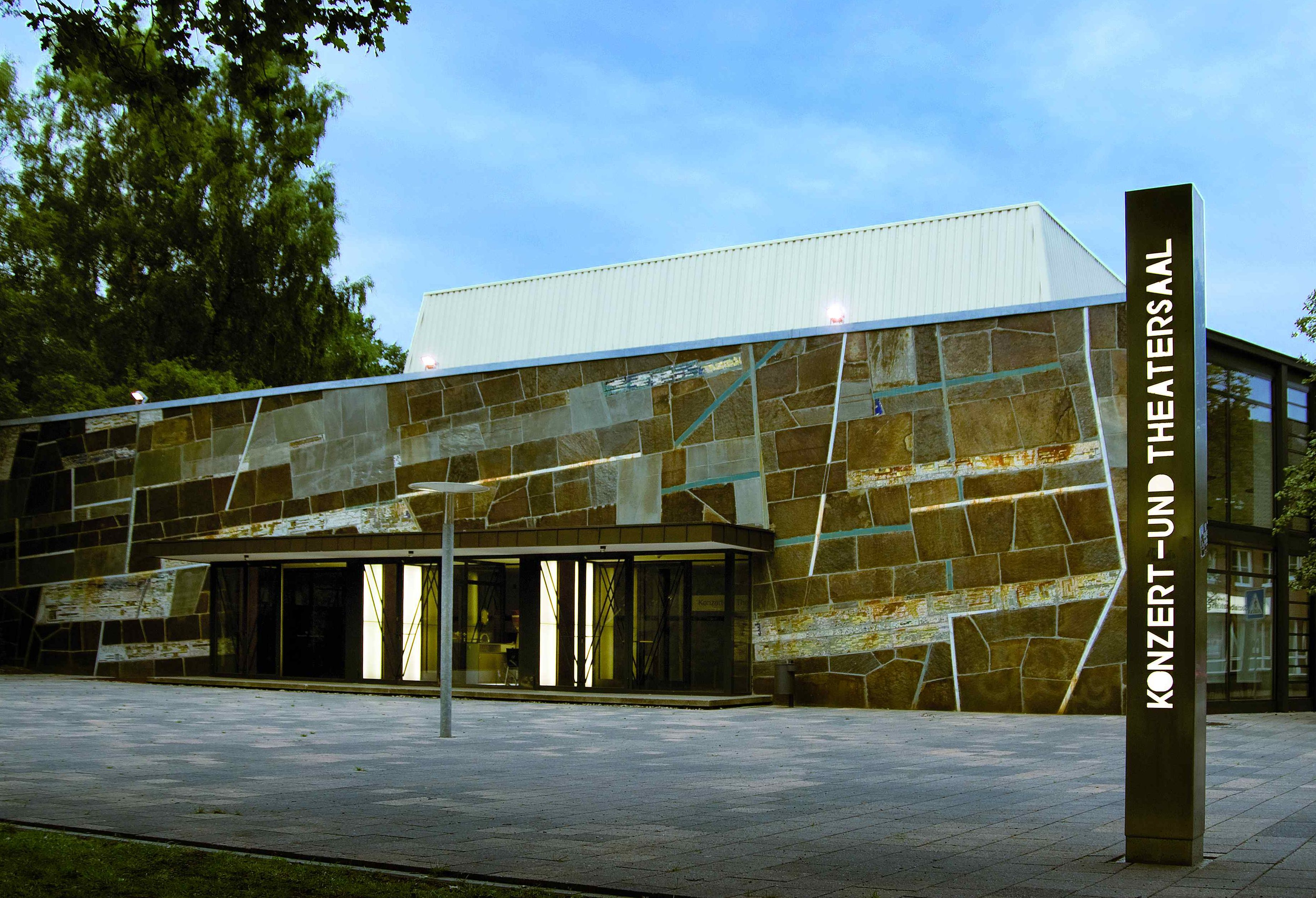
Concert- en Theaterzaal
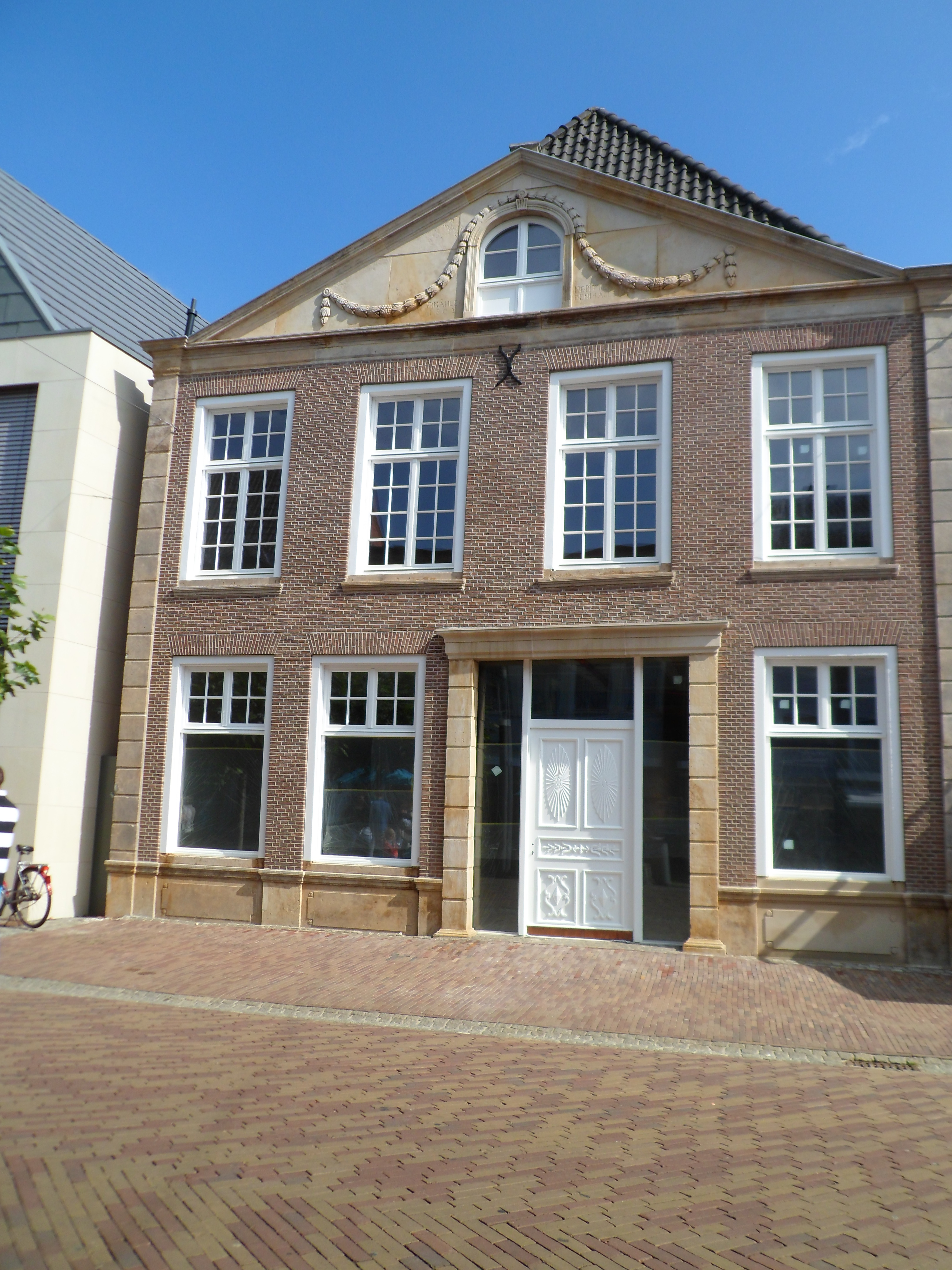
Woon-winkelpand uit 1783, v.m. Adler-apotheek
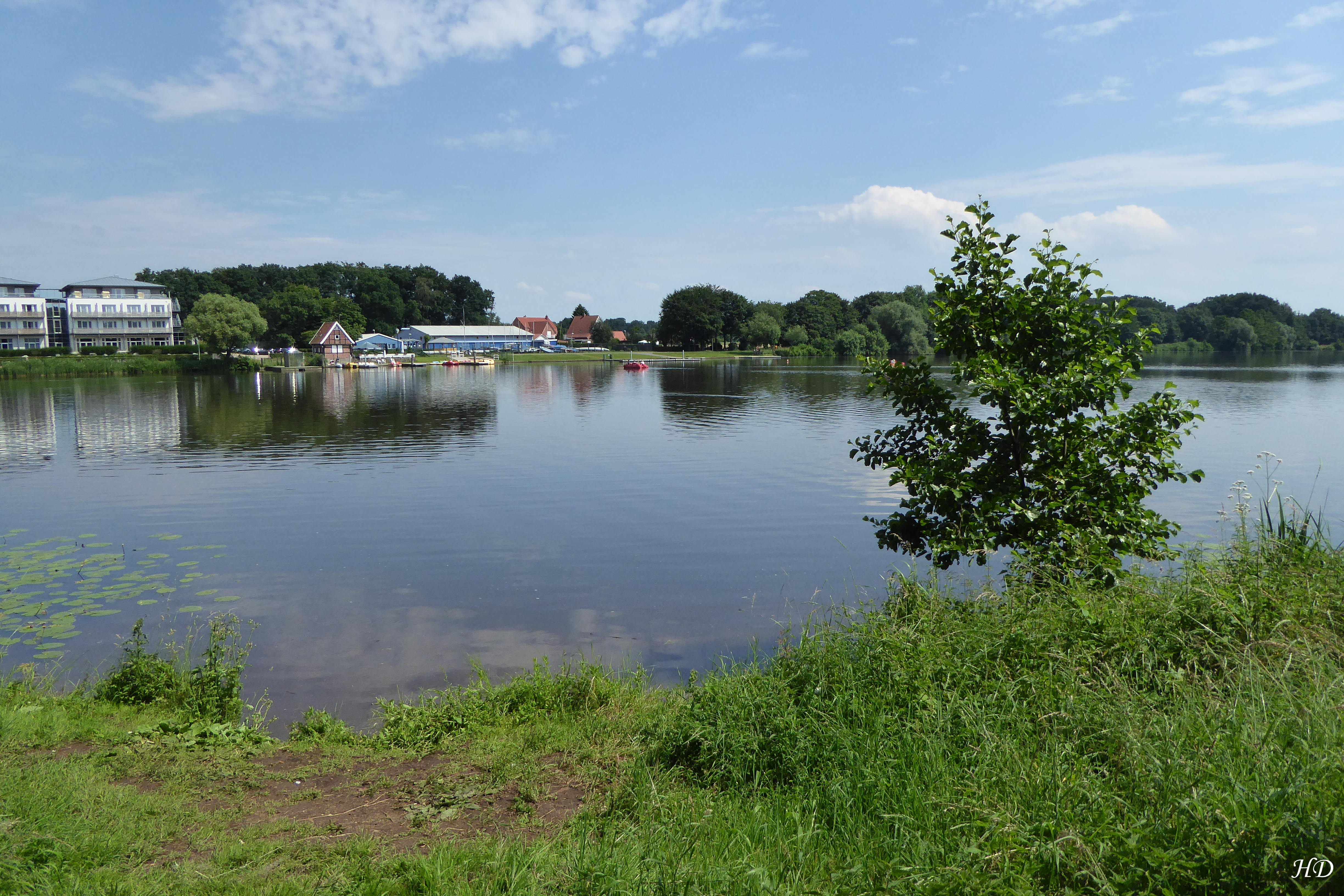
Recreatieplas Vechtesee in Nordhorn
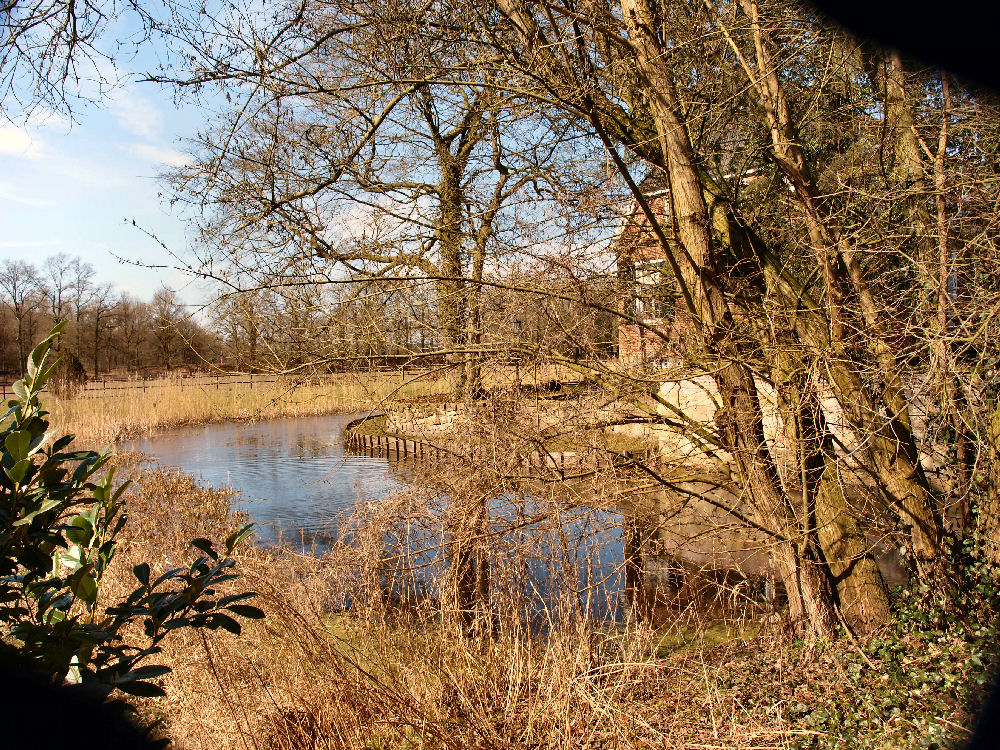
Gracht Gut Brandlecht in natuurreservaat Tillenberge
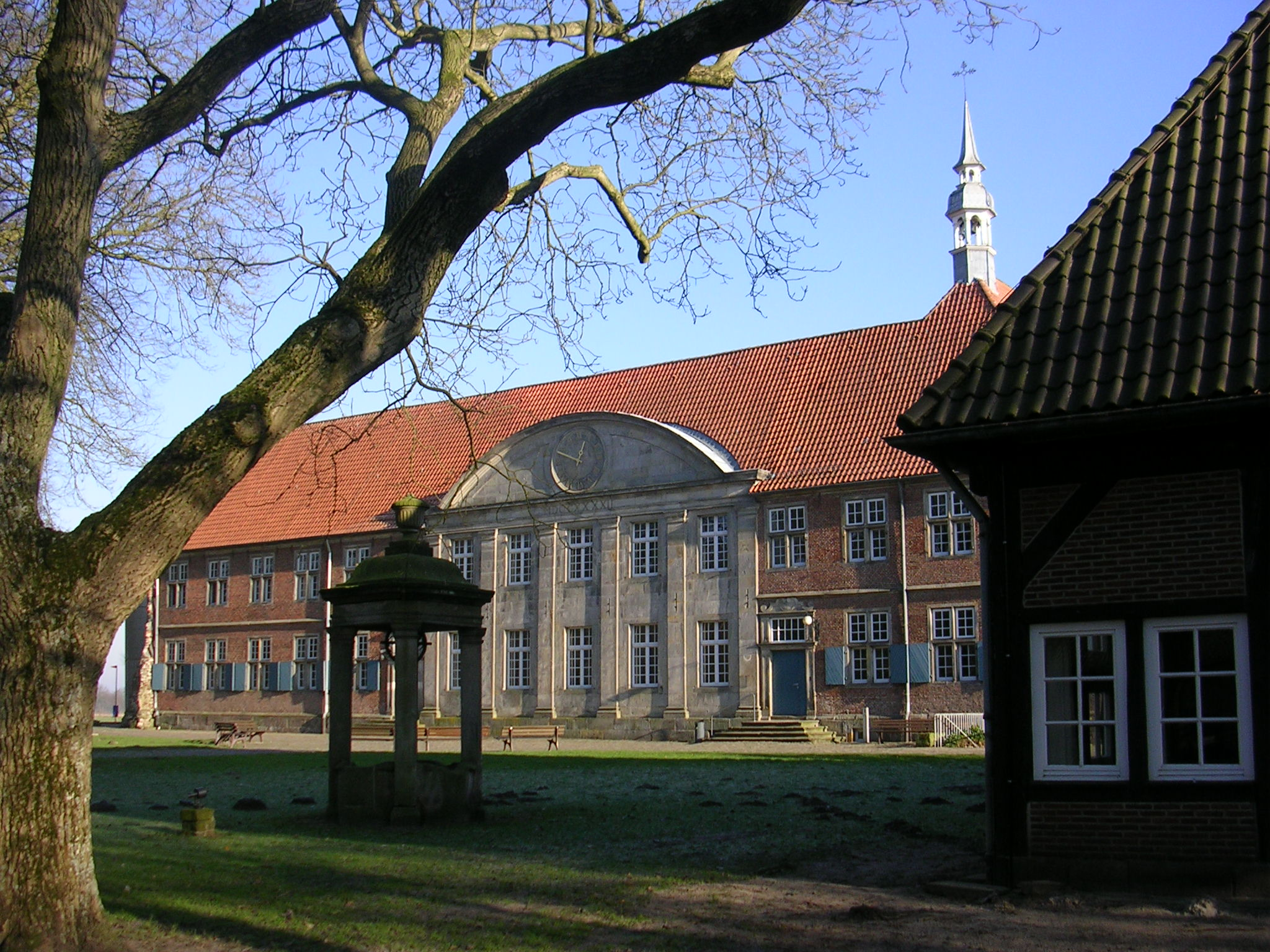
Frenswegen, voorzijde klooster
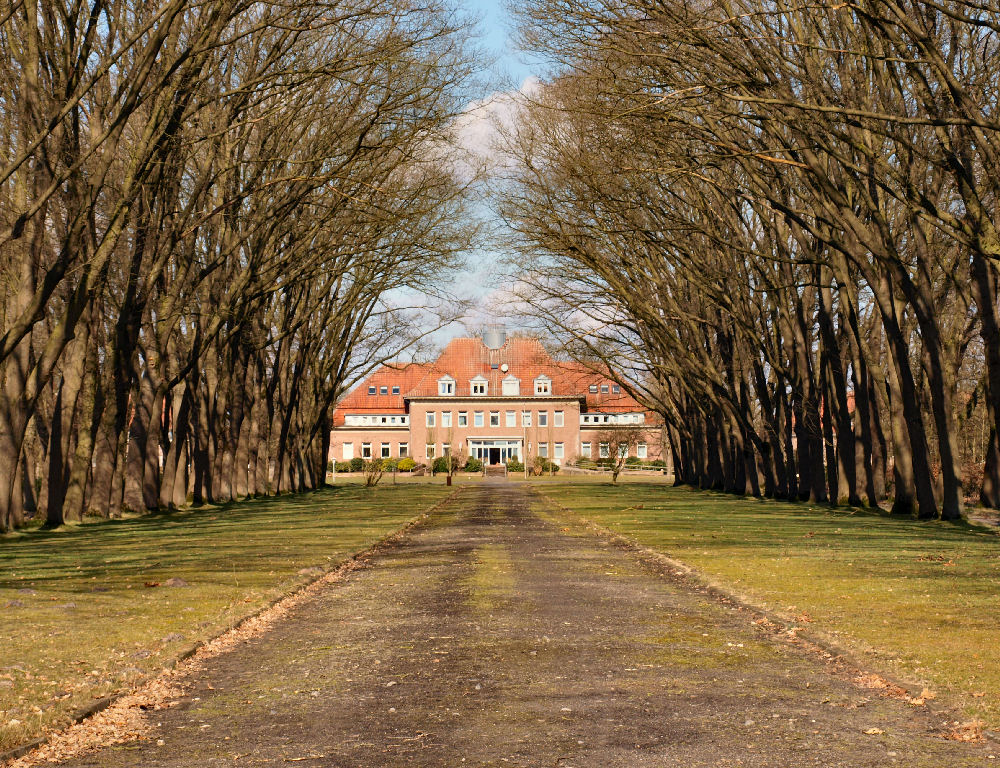
Landgoed Klausheide (als zorginstelling in gebruik)

## Stedenbanden
- Coevorden (Nederland), sinds 1963
- Montivilliers (Frankrijk) sinds 1963
- Reichenbach im Vogtland (Duitsland), sinds 1987
- Malbork (Polen), sinds 1991
- Rieti (Italië), sinds 2010

## Geboren te Nordhorn
- Gerrit van Delden (1842-1925), textielmagnaat
- Bernhard Brink (1952), schlagerzanger, tv- en radiopresentator
- Michael Schneider (1953), blokfluitist, traversospeler, dirigent en muziekpedagoog
- Jan Fitschen (1977), atleet, was o.a. Europees kampioen op de 10.000 meter hardlopen
- Simon Cziommer (1980), voetballer
- Anna-Lena Grönefeld (1985), tennisspeelster
- Tommy Stroot (1988), voetbaltrainer

De stad bracht diverse vrouwen voort die het in de volleybalsport tot het Duitse nationale team hebben gebracht.

## Trivia
- Uit de dierentuin in Nordhorn Tierpark Nordhorn ontsnapte in 2004 de zeehond Hannes, die later opdook in het Nederlandse deel van de Vecht.

## Niet te verwarren met
Een stadsdeel van de stad Gütersloh, ten noorden van het centrum van die plaats, heet ook Nordhorn.